# Річ Посполита
Річ Посполи́та (пол. Rzeczpospolita Obojga Narodów, лит. Lenkijos ir Lietuvos sandrauga, біл. Рэч Паспалі́тая, ст.-укр. Рѣчъ Посполита) — в 1569—1795 роках монархічна конфедерація Польського Королівства і Литовського Князівства. Займала терени сучасних Польщі, України, Білорусі, Литви, Латвії, Молдови, південної Естонії та заходу Московії. Столиця розташовувалася у Кракові (до 1596) і Варшаві (після 1596).
Утворилася 1569 року внаслідок Люблінської унії, яка об'єднала Велике Князівство Литовське  й Жемайтське та Королівство Руське та Королівство Польське. Очолював її виборний монарх, котрий мав складений титул короля польського і Великого Князя Литовського. У країні панувала шляхетська демократія, що забезпечувалася через вибори до представницьких та місцевих органів: сейму, сеймиків, судів тощо. Країна мала високий рівень децентралізації управління.
Одна з найбільших держав континенту в ранньому новому часі. В першій половині XVII століття, в добу своєї могутності, охоплювала територію близько 990 тисяч км², на якій мешкало до 11 млн осіб різних національностей та конфесій. Декларувала свободу віросповідання актом Варшавської конфедерації 1573 року. В елітарній культурі шанували латину і польську мову, домінувала  ідеологія сарматизму. А в управлінні, діловодстві й судочинстві офіційною мовою була та місцева мова, яку визначало місцеве законодавство (руська, польська, литвинська, жемайтська, пруська тощо). Республіка вела перманентні війни із сусідами: Московією на сході, Швецією на півночі, Османською імперією та Кримським ханством на півдні.
Після великого козацького повстання 1648 року, що згодом спровокувало вторгнення шведів та московитів, втратила чверть усіх територій. У XVIII столітті, значною мірою через свавілля та анархічність магнатів та шляхти, стала об'єктом політики сусідніх держав й опинилася під сильним впливом молодої Російської імперії. 1772 року втратила третину земель внаслідок поділів між Московією, Пруссією та Австрією. Після ухвалення Конституції 3 травня 1791 року проголошена унітарною державою, конституційною монархією. Припинила існування в результаті поділів Речі Посполитої між Російською імперією, Пруссією та Австрією в 1793 і 1795 роках.

## Назви
- Річ Посполита (пол. Rzeczpospolita, ст.-укр. Рѣч Посполита; від лат. Res Publica) — за даними «Енциклопедії історії України», усталена традиційна назва[8]. У польській мові слово пол. Rzeczpospolita в значенні Республіка вживається до всіх польських держав з республіканською формою правління, та деяких історичних республік, як то Венеційська республіка — пол. Rzeczpospolita Wenecka, у всіх інших випадках вживають слово пол. Republika. В українській та білоруській мовах і, відповідно, в історіографіях цих країн нині назву Річ Посполита вживають виключно щодо Речі Посполитої (1569—1795).[9][10][11] Іноді назва Друга Річ Посполита вживається стосовно Польської Республіки (1918—1939), проте всі інші польські держави, що мають у своїй назві (пол. Rzeczpospolita) в українській мові звичайно звуться Республіками.
- Королівство Польське і Велике князівство Литовське (лат. Regnum Poloniae Magnusque Ducatus Lithuaniae, пол. Królestwo Polskie i Wielkie Księstwo Litewskie) — офіційна назва держави[12].
- Республіка Корони Польської і Великого князівства Литовського (пол. Rzeczpospolita Korony Polskiej і Wielkiego Księstwa Litewskiego[13] — від назви започаткованої Люблінською унією 1569 року: союзу Польщі і Литви.
- Польська Республіка (лат. Respublica Poloniae), або скорочено Польща (лат. Poloniae, рос. Польша) — у латинських та іншомовних джерелах ХVIII ст.
- Польсько-Литовська держава (англ. Polish–Lithuanian Commonwealth), або Польща-Литва (нім. Polen-Litauen, англ. Polish–Lithuania, ісп. Polonia-Lituania) — у ряді європейських мов.
- Республіка Обох Націй (пол. Rzeczpospolita Obojga Narodów, лит. Abiejų Tautų Respublika, лат. Res Publica Utriusque Nationis) — назва, утворена шляхом перекладу зі сучасних польської і литовської мов.
- Республіка Обох Народів — назва, яка походить від староукраїнського «Рѣчъ посполитая ѡбоига народовъ».
- Найясніша Річ Посполита (пол. Najjaśniejsza Rzeczpospolita Polska, лат. Serenissima Res Publica Poloniae)[14] — назва часів XVII століття.

## Історія

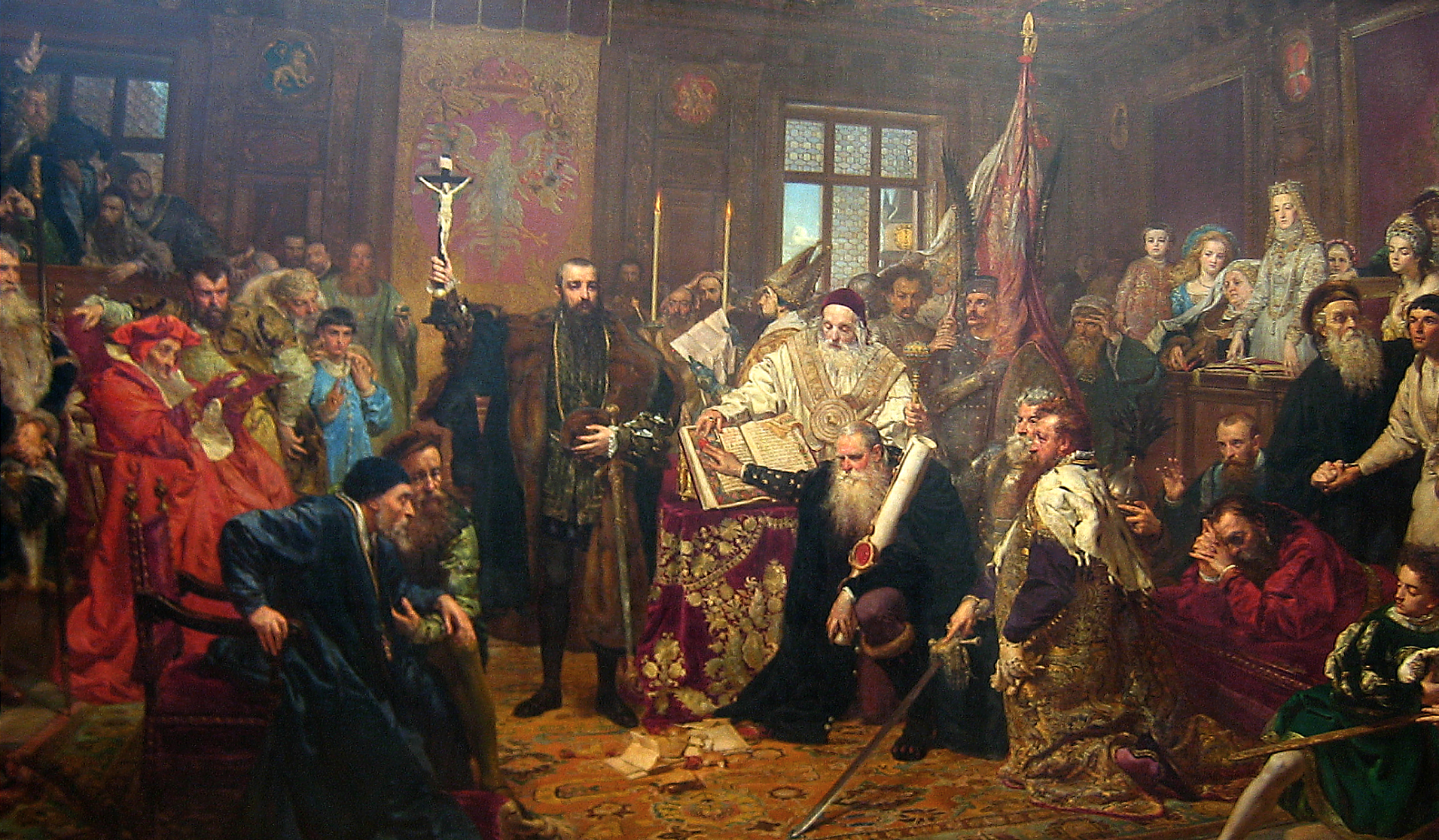
Люблінська унія (Ян Матейко, 1869).

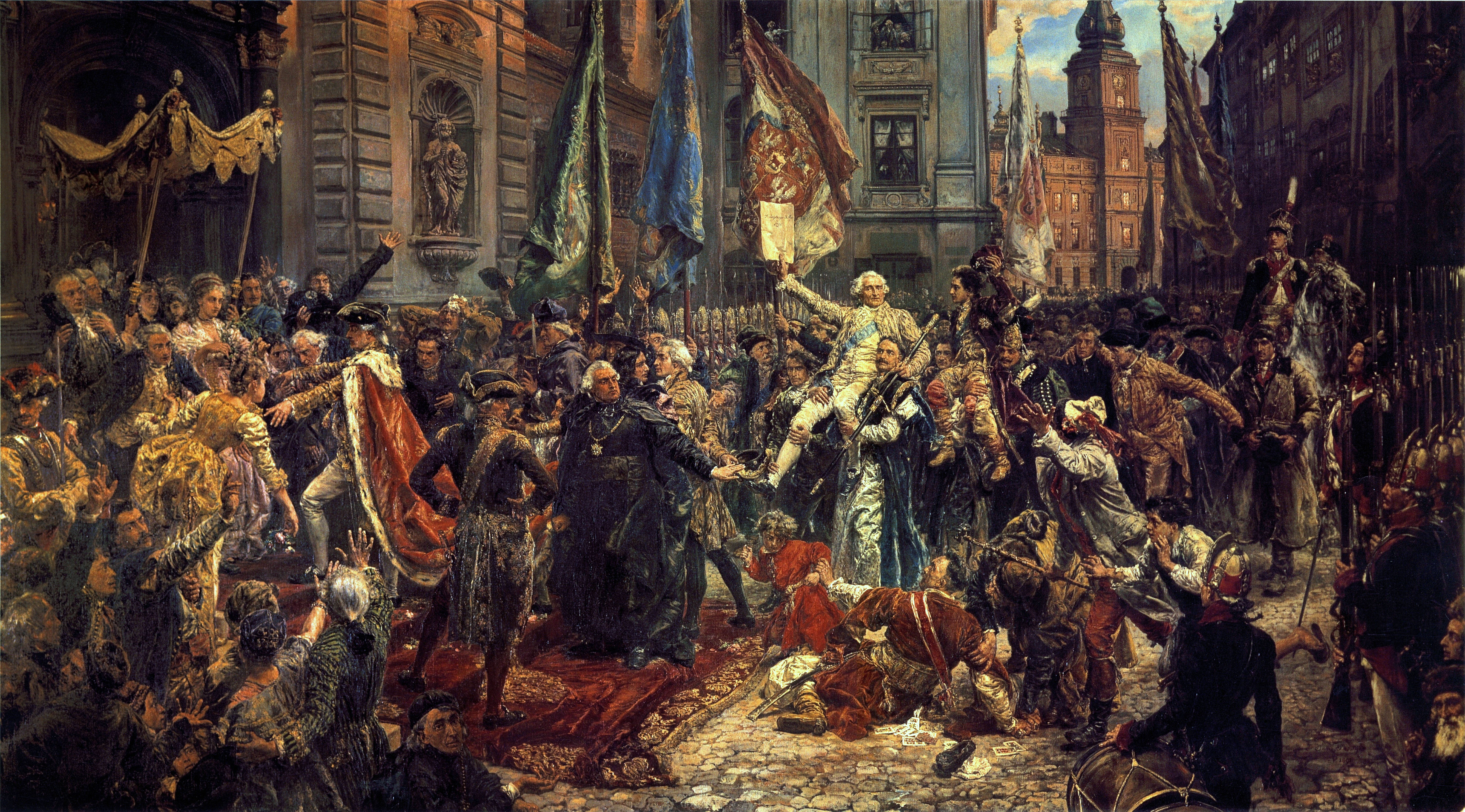
Конституція 3 травня (Ян Матейко, 1891).

- 1558–1583: Лівонська війна → Ям-Запольська угода (1582)
- 1569: Люблінська унія — утворення Республіки Обох Націй, федеративної виборчої монархії.
- 1572: смерть короля Сигізмунда ІІ Августа.
- 1573: Перші вибори короля (кандидати — французький принц Генріх ІІІ Валуа, московський цар Іван Грозний, московський царевич Федір, австрійський ерцгерцог Ернст Габсбург та шведський король Юхан ІІІ Ваза). 11 травня обрано Генріха Валуа, який підписав Генріхові артикули, Pacta conventa, postulata polonica, розширивши тим самим шляхетські привілеї та вольності (Золота вольність).
- 1573: Варшавська конфедерація, свобода сповідання.
- 1574: Генріх Валуа втік до Франції, де став королем після свого брата. Другі вибори короля (кандидати — германський імператор Максиміліан II, царевич Федір, австрійський посол Вільгельм Розембергський, феррарський герцог Альфонс ІІ д'Есте та семиградський князь Стефан Баторій). 15 грудня 1575 року обрано Стефана Баторія.
- 1588: 3-й Литовський статут
- 1596: Берестейська унія, перехід Київської митрополії Константинопольського патріархату під юрисдикцію Риму.
- 1609–1618: 2-а московська війна → Деулінське перемир'я (1618).
- 1632–1634: 3-а московська (смоленська) війна → Поляновський мир (1634).
- 1648–1657: Повстання Хмельницького.
- 1654–1667: 4-а московська війна → Андрусівське перемир'я (1667).
- 1658: Гадяцький договір з козаками, проєкт Речі Посполитої Трьох Народів (Польщі, Литви і Руси).
- 1768: — Варшавський договір між Російською імперією та Річчю Посполитою
- 1772: 1-й поділ Речі Посполитої.
- 1791: Конституція 3 травня.
- 1793: 2-й поділ Речі Посполитої.
- 1795: 3-й поділ Речі Посполитої.

## Державний устрій
Державний устрій Речі Посполитої оформився при королі Генріхові Валуа (1573–1574), який займав польський престол перед тим як стати королем Франції. Таким чином оформився державний устрій — федерація двох незалежних держав з виборним (шляхтою на сеймі) королем і спільним парламентом.

### Правителі
Правителі Речі Посполитої носили офіційний титул «король польський, великий князь литовський, великий князь руський, прусський, мазовецький, жемайтійський».
- Сигізмунд ІІ Август (1 квітня 1548 — 7 липня 1572) — із литовської династії Ягеллонів.
- Генріх І (24 січня 1574 — 18 червня 1574) — із французької династії Валуа. Син французького короля Генріха II Валуа та флорентійської сеньйори Катерини Медічі.
- Стефан Баторій (15 грудня 1575 — 12 грудня 1586) — із мадярського роду Баторіїв. Син трансільванського воєводи Іштвана Баторія та мадярської шляхтянки Катерини Телегді.
- Анна (15 грудня 1575 — 12 грудня 1586) — із литовської династії Ягеллонів. Донька Сигізмунда I Старого й міланської герцогині Бони Сфорци. Співправителька Стефана Баторія.
- Сигізмунд III (18 вересня 1587 — 19 квітня 1632) — зі шведської династії Ваза. Син шведського короля Юхана III і польської королівни Катерини Ягеллонки, сестри Анни. Також король Швеції (1592–1599) і титулярний король Швеції (1599–1632).
- Владислав IV (8 листопада 1632 — 20 травня 1648) — зі шведської династії Ваза. Син Сигізмунда ІІІ й австрійської ерцгерцогині Анни Габсбург. Титулярний цар Московії (1610–1634) і титулярний король Швеції (1632–1648).
- Ян ІІ Казимир (20 листопада 1648 — 16 вересня 1668) — зі шведської династії Ваза. Син Сигізмунда ІІІ й австрійської ерцгерцогині Констанції Габсбург. Титулярний король Швеції (1648–1660).
- Міхал І (19 червня 1669 — 10 листопада 1673) — із руського роду Вишневецьких. Син руського воєводи Яреми Вишневецького й польської шляхтянки Гризельди Замойської.
- Ян ІІІ (21 травня 1674 — 17 червня 1696) — із польського роду Собеських. Син руського воєводи Якова Собеського й руської шляхтянки Софії Данилович. Легенда оборони Відня від турків 1683 року.
- Август II (15 вересня 1697 — 24 вересня 1706, 8 серпня 1709 — 1 лютого 1733) — із німецької династії Веттінів. Син саксонського курфюрста Йоганна-Георга ІІІ і данської королівни Анни-Софії. Курфюрст Саксонії (1694–1733). 1706 року зрікся престолу на користь Станіслава І. Відновлений на престолі 1709 року.
- Станіслав І (4 жовтня 1705 — 8 серпня 1709, 12 вересня 1733 — 30 червня 1734) — із польського роду Лещинських. Син коронного підскарбія Рафала Лещинського й польської шляхтянки Анни Яблоновської. 1709 року зрікся престолу на користь Августа ІІ. Відновлений на престолі 1733 року. Останній герцог Лотарингії (1737–1766).
- Август III (30 червня 1734 — 5 жовтня 1763) — із німецької династії Веттінів. Син Августа ІІ й байройтської князівни Христіани-Ебергардіни.
- Станіслав ІІ (25 листопада 1764 — 7 січня 1795) — із польського роду Понятовських. Син краківського каштеляна Станіслава Понятовського й руської шляхтянки Констанції Чарторийської.

Правителі Республіки Обох Націй
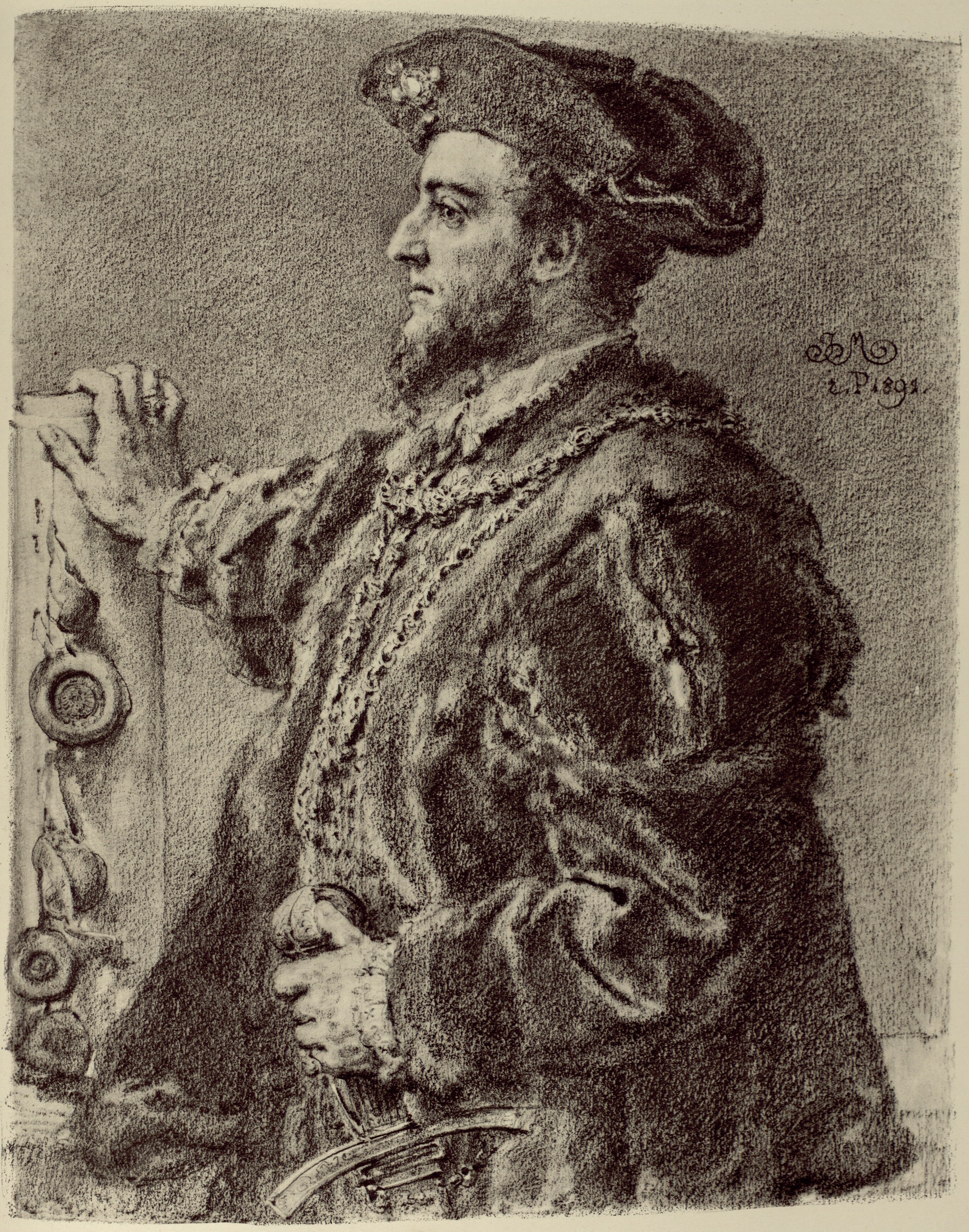
Сигізмунд ІІ Август 1548—1572
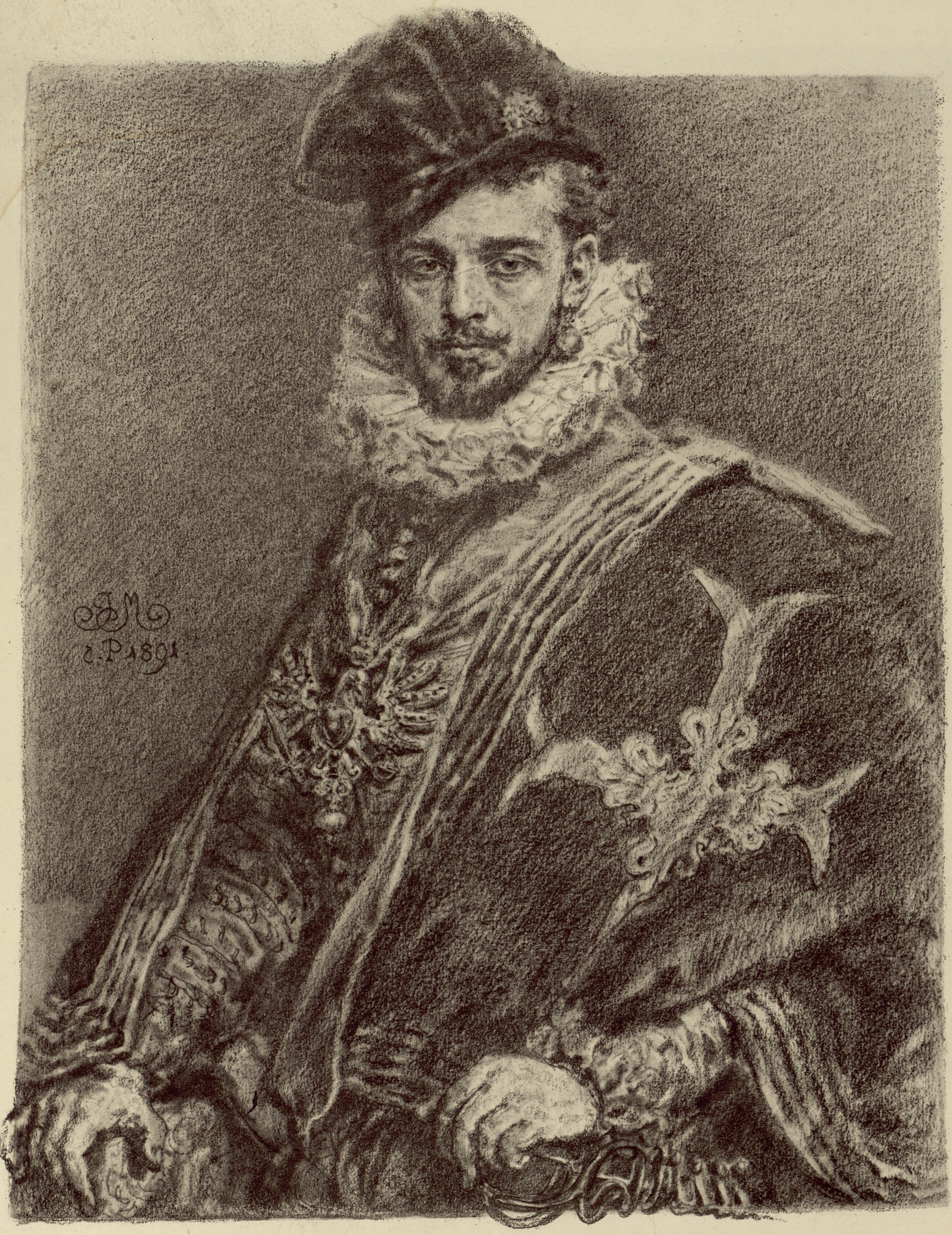
Генріх Валуа 1574
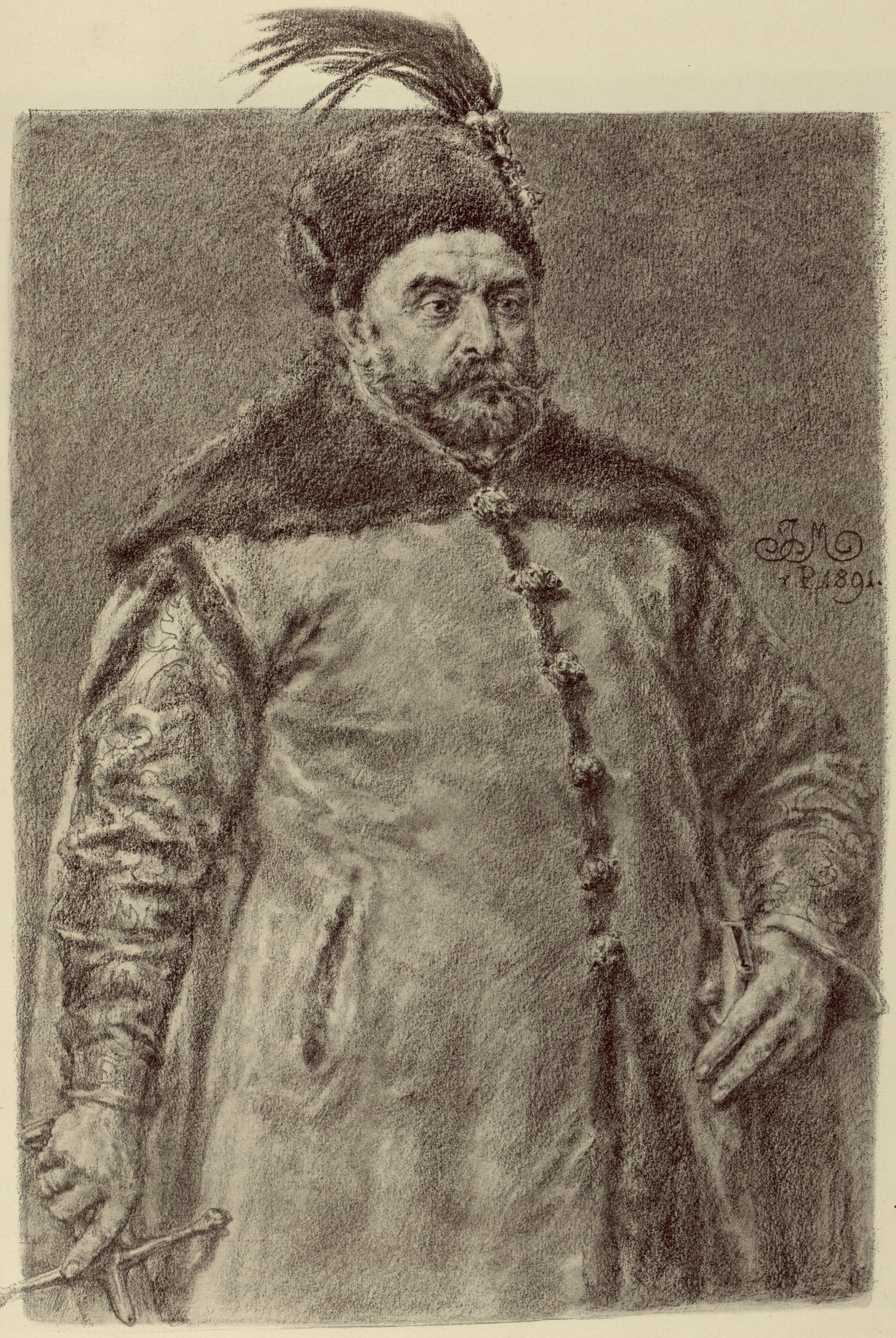
Стефан БаторійІ 1575—1586
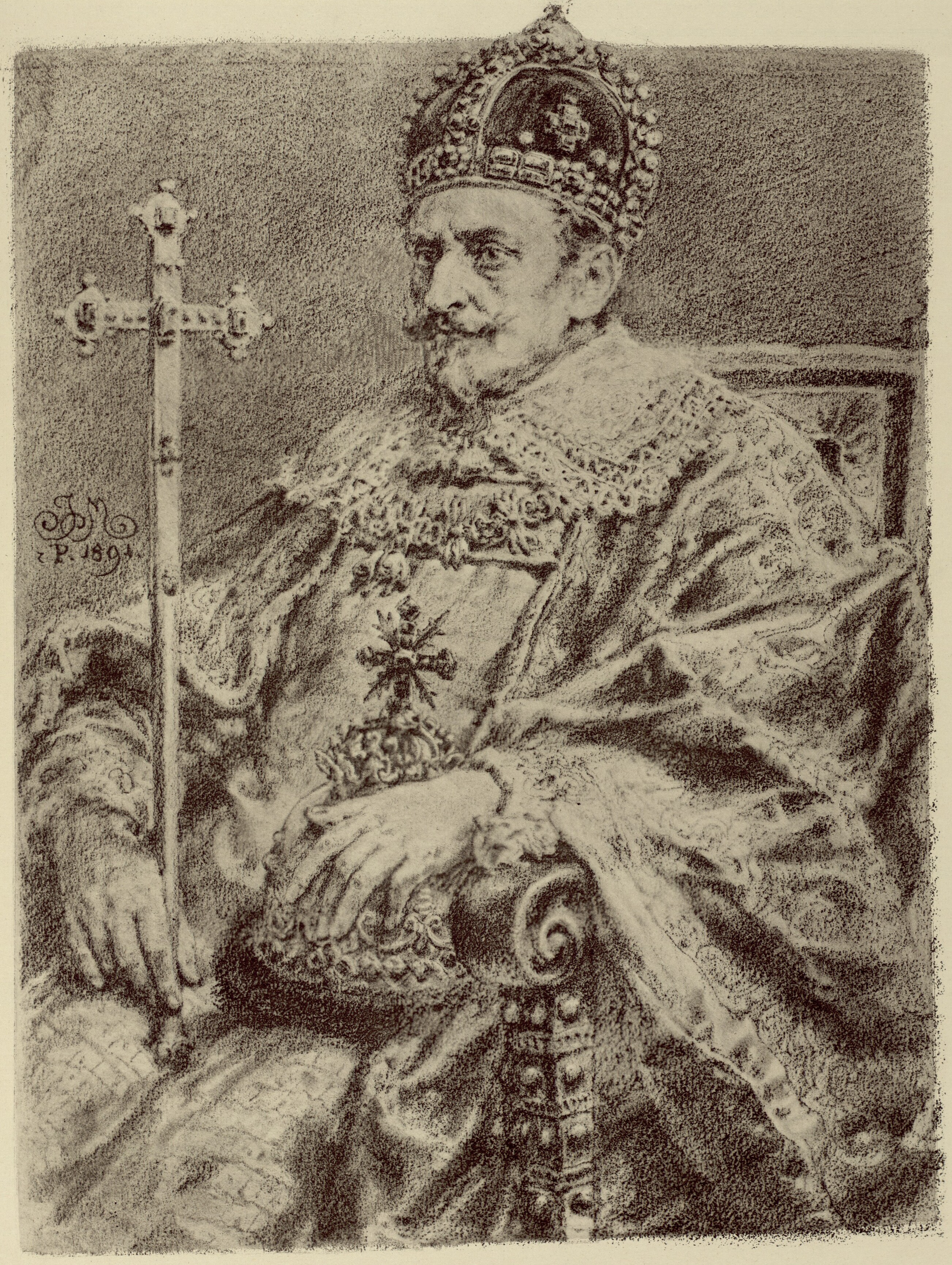
Сигізмунд ІІІ Ваза 1587—1632
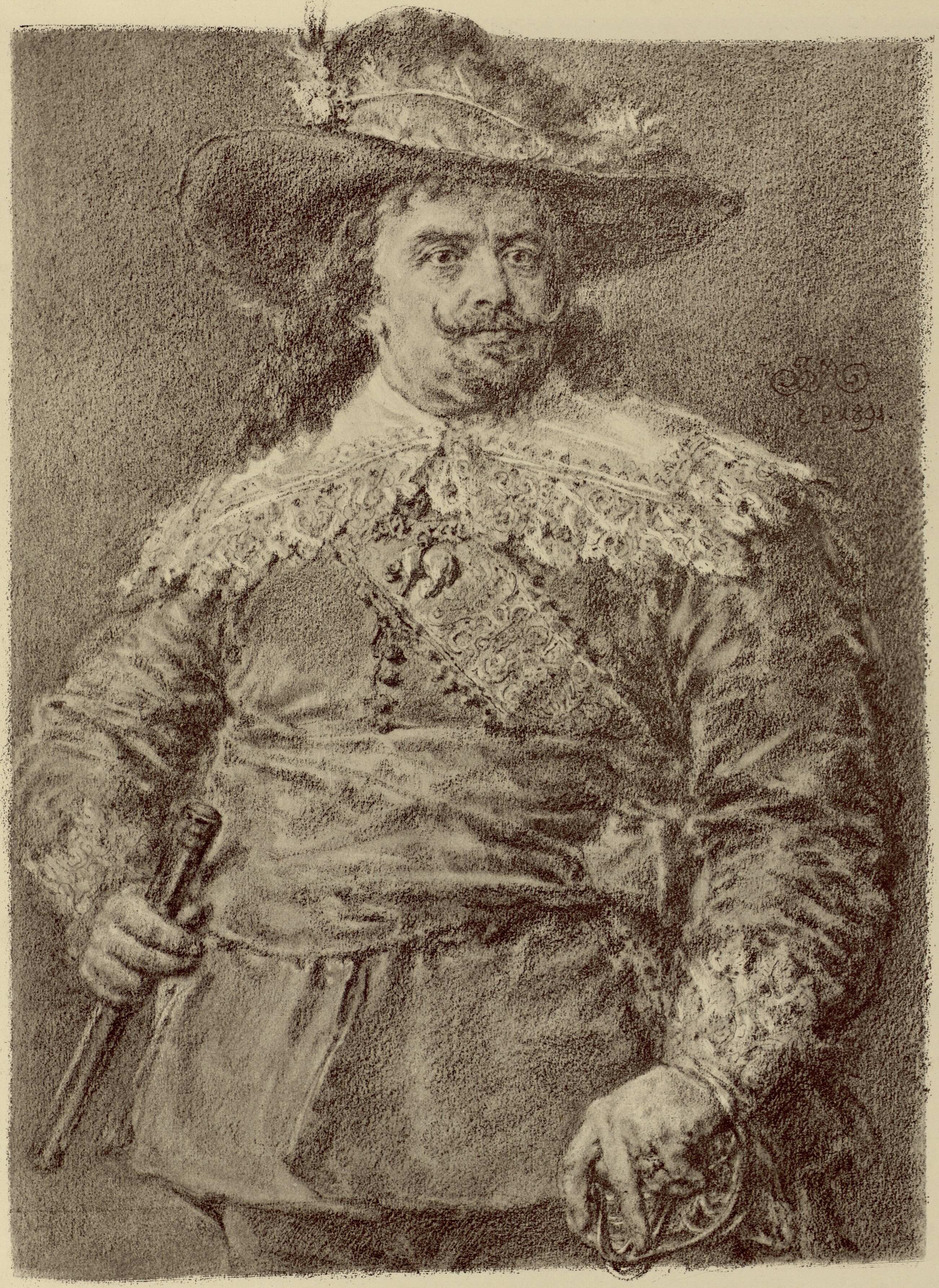
Владислав IV 1632—1648
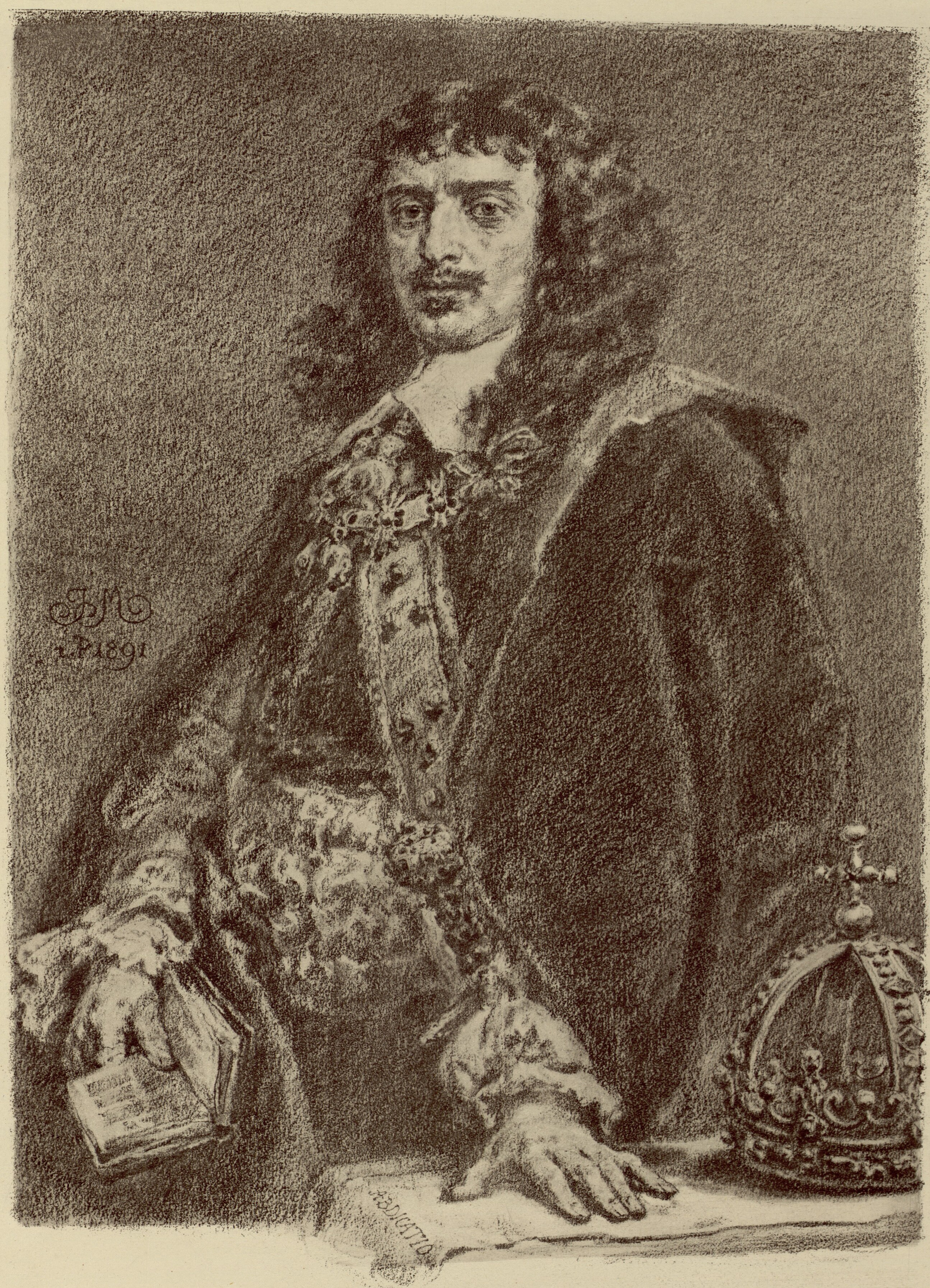
Ян ІІ Казимир 1648—1668
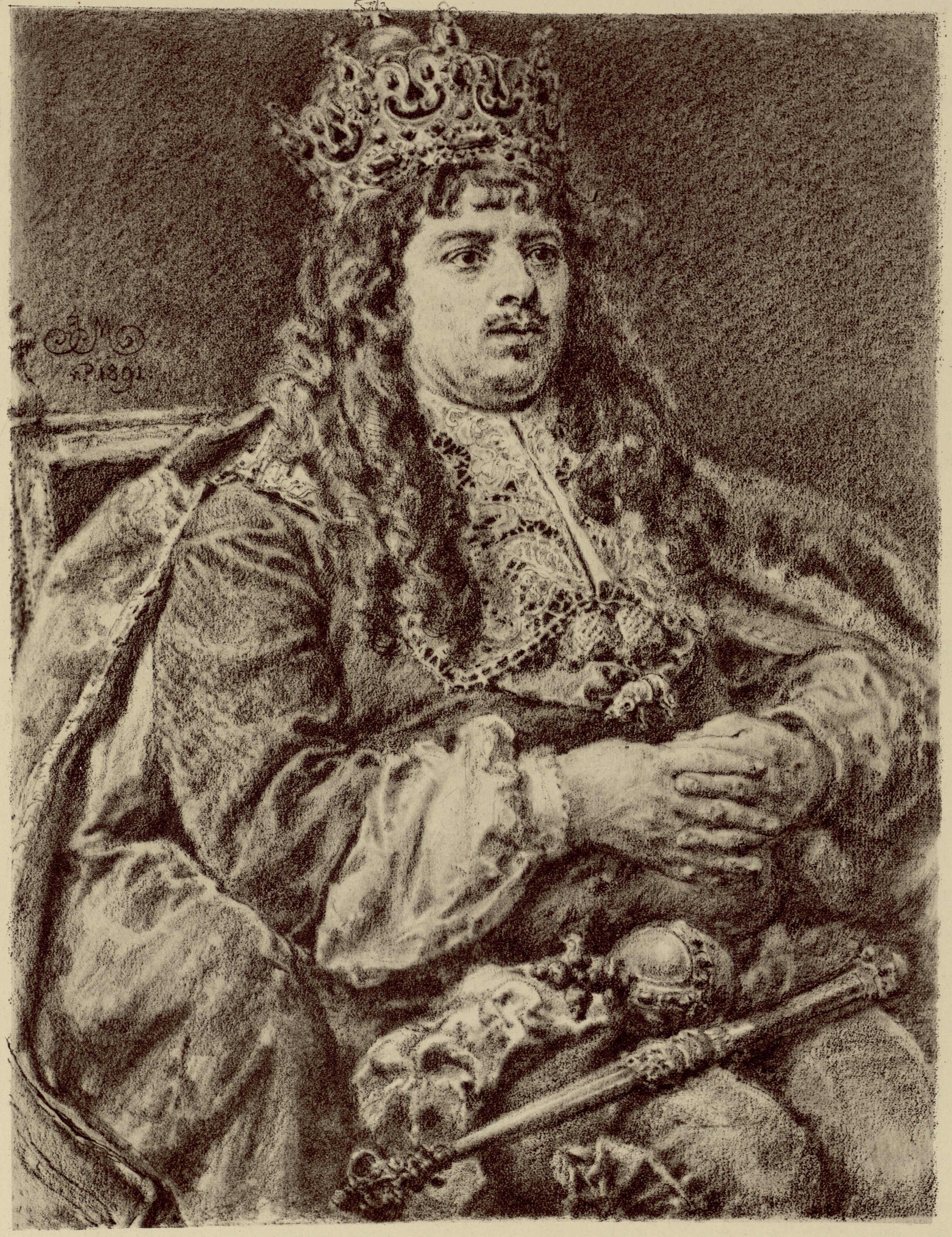
Михайло Вишневецький 1669—1673
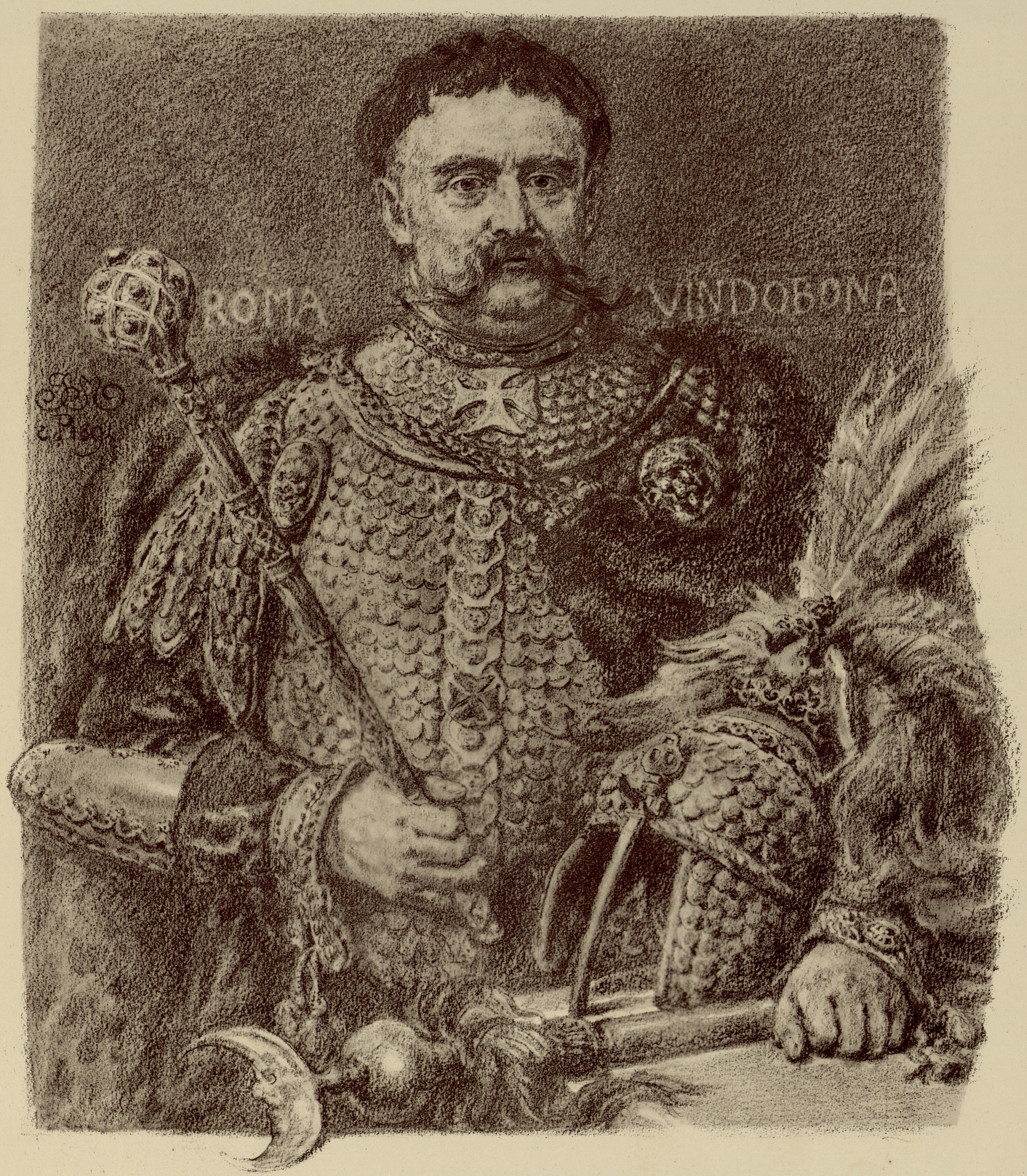
Ян ІІІ Собеський 1674—1696
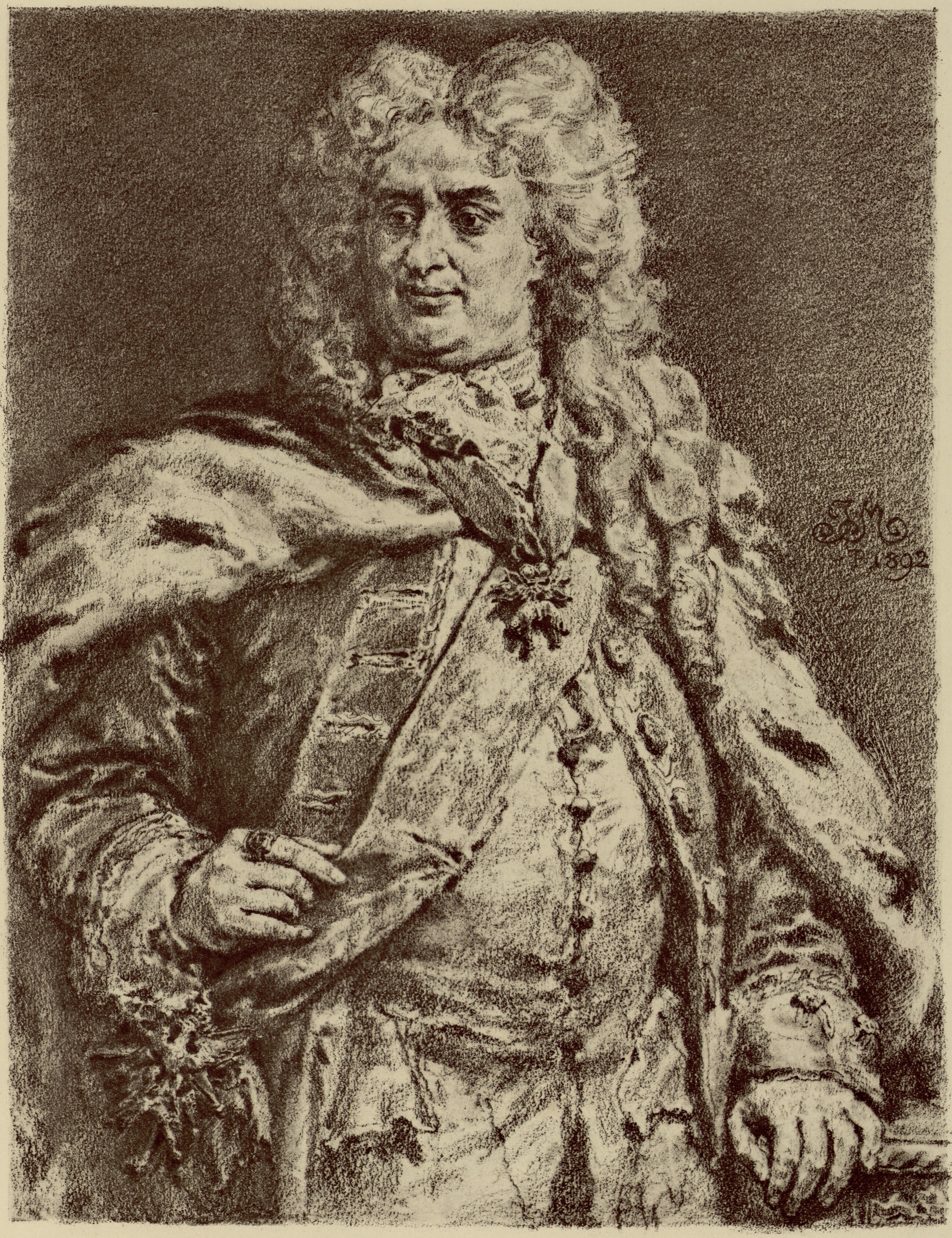
Август ІІ Сильний 1697—1706 1709—1733
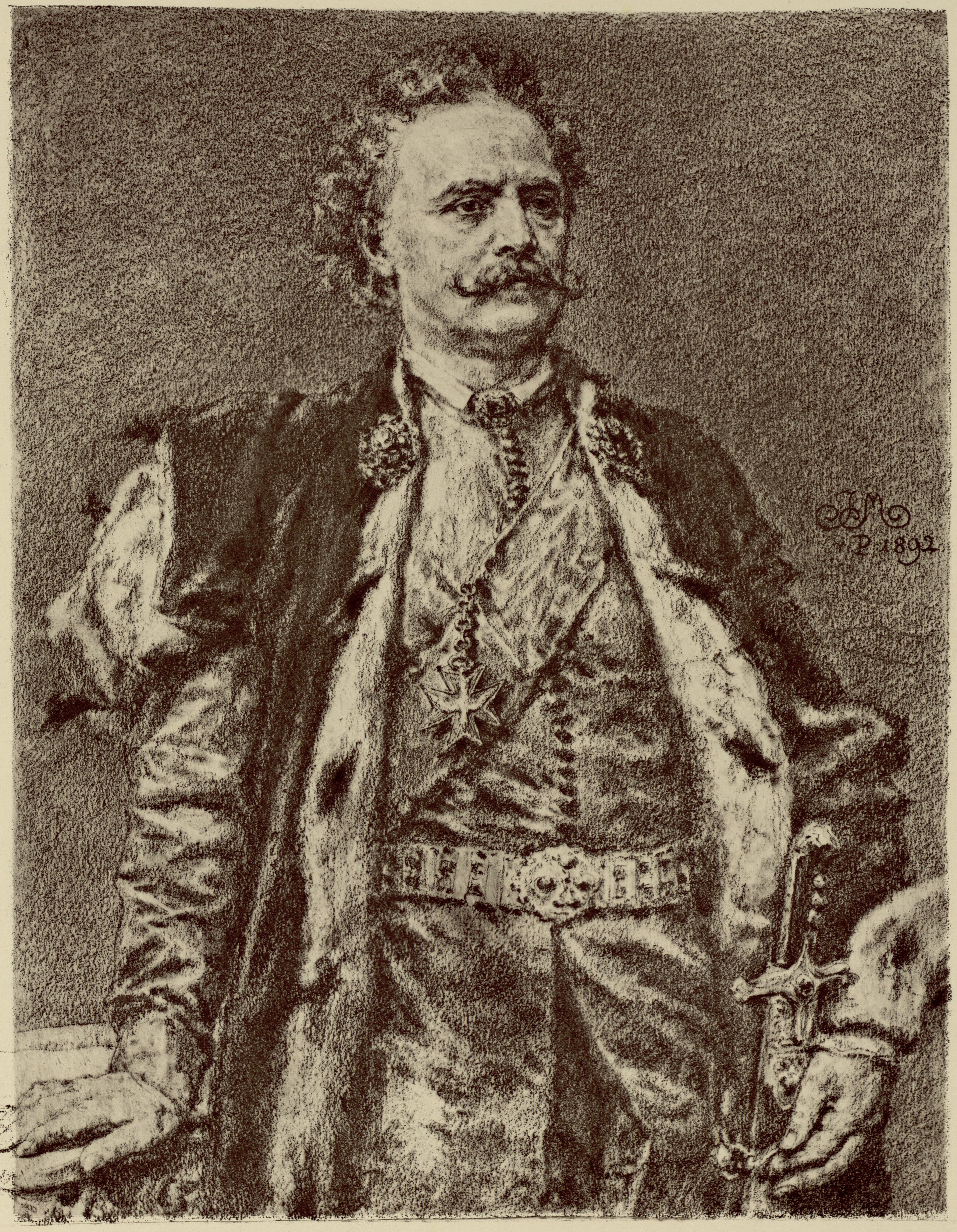
Станіслав Лещинський 1705—1709 1733—1734
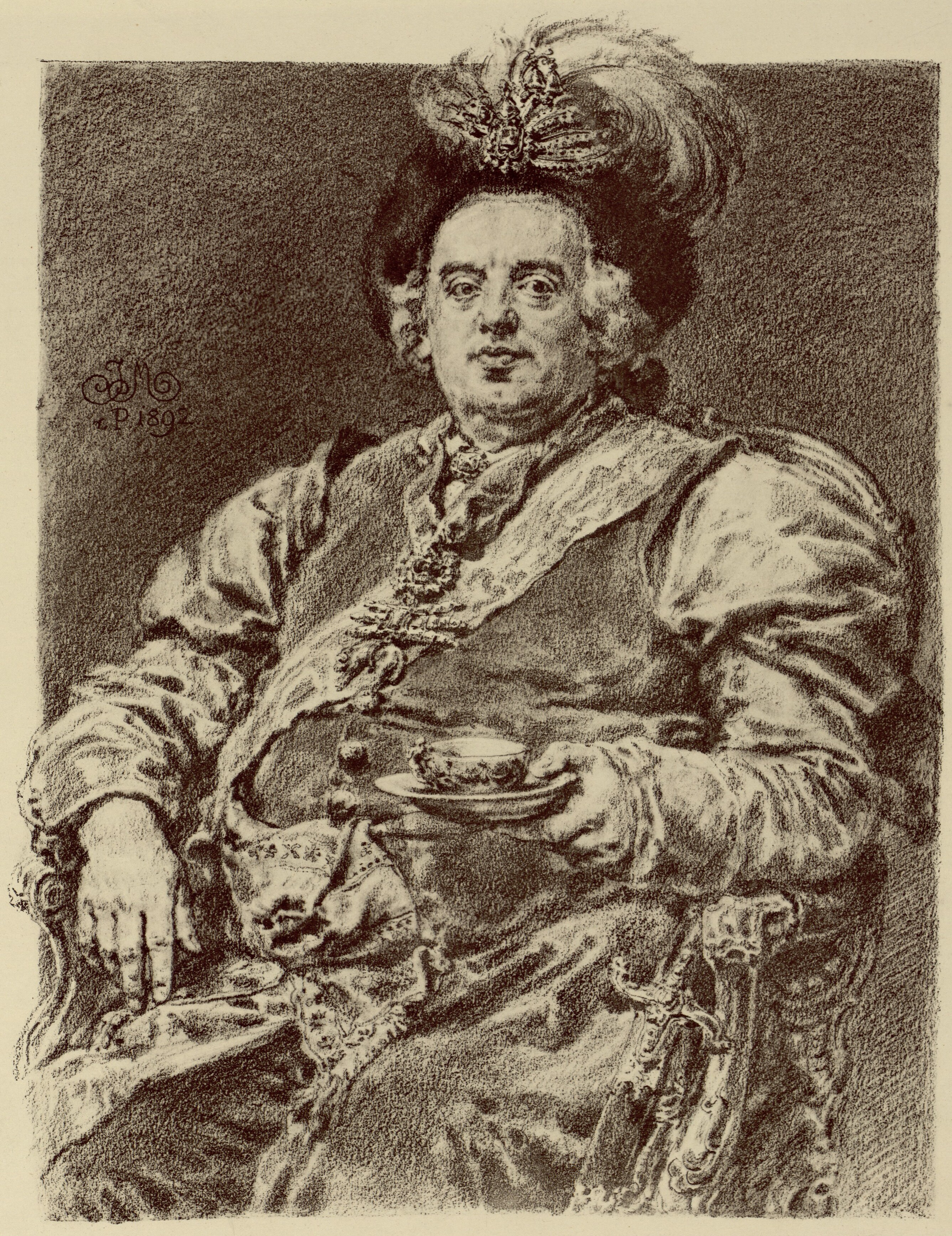
Август ІІІ 1734—1763
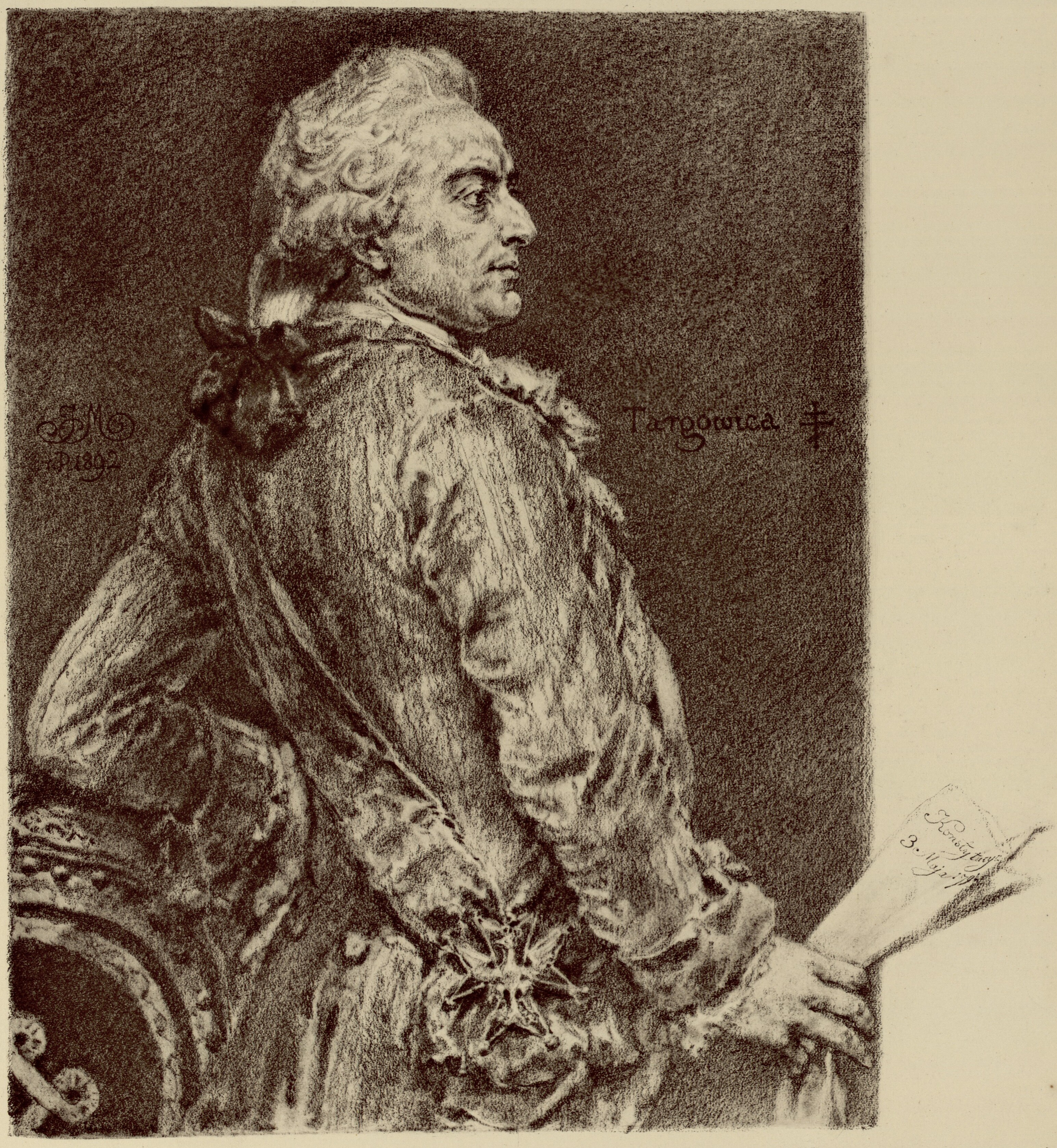
Станіслав Август Понятовський 1764—1795

### Парламентська влада
Найвищим законодавчим органом держави був з'їзд шляхти — сейм або сойм, що обирав короля. В період між сеймами король керував державою разом і за згодою з обраною сеймом Радою резидентів.
Під час ухвалення рішень сеймом існувало право «ліберум вето» — кожний з учасників сейму міг накласти вето на прийняття певного рішення вимовивши слова «Не позвалям» («Не дозволяю»). 3 другої половини XV ст. в Польщі усталилася двопалатна структура сейму, що складався з двох палат — сенаторів і послів; остання репрезентувала шляхту — виборців. На елекційних сеймах сенат засідав у великому королівському наметі, що звався шопою, а посли воєводств і земель — на майдані, оточеному ровом, так званому Колі. Присутня на елекції шляхта, участь якої у виборах не обмежувалася, збиралася в окремих наметах, поза Колом. Зокрема, від шляхти правобережних воєводств, враховуючи послів, присутніми на елекції 1632 р. було 186 осіб.

### Суб'єкти держави
Велике князівство Литовське зберігало певну автономію у складі Речі Посполитої (мало свої органи адміністративного управління, військо, фінанси, судочинство велося на засадах Литовських статутів).
Під час загострення боротьби магнатських угруповань за владу, феодали Речі Посполитої створювали конфедерації. Відкриті виступи конфедератів проти короля називалися рокошами.

## Адміністративний поділ

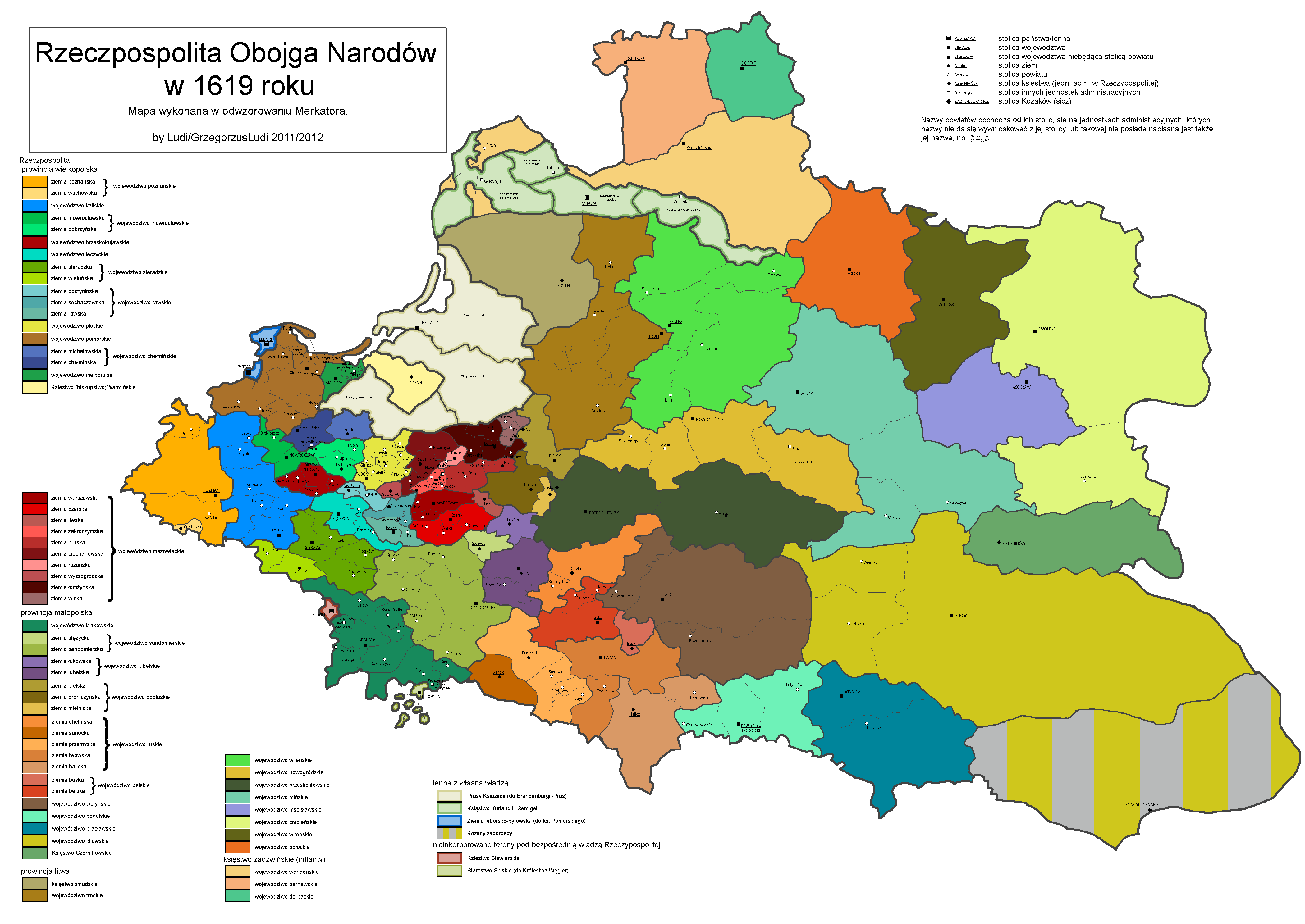
Адміністративна карта Речі Посполитої з повітами (1619).

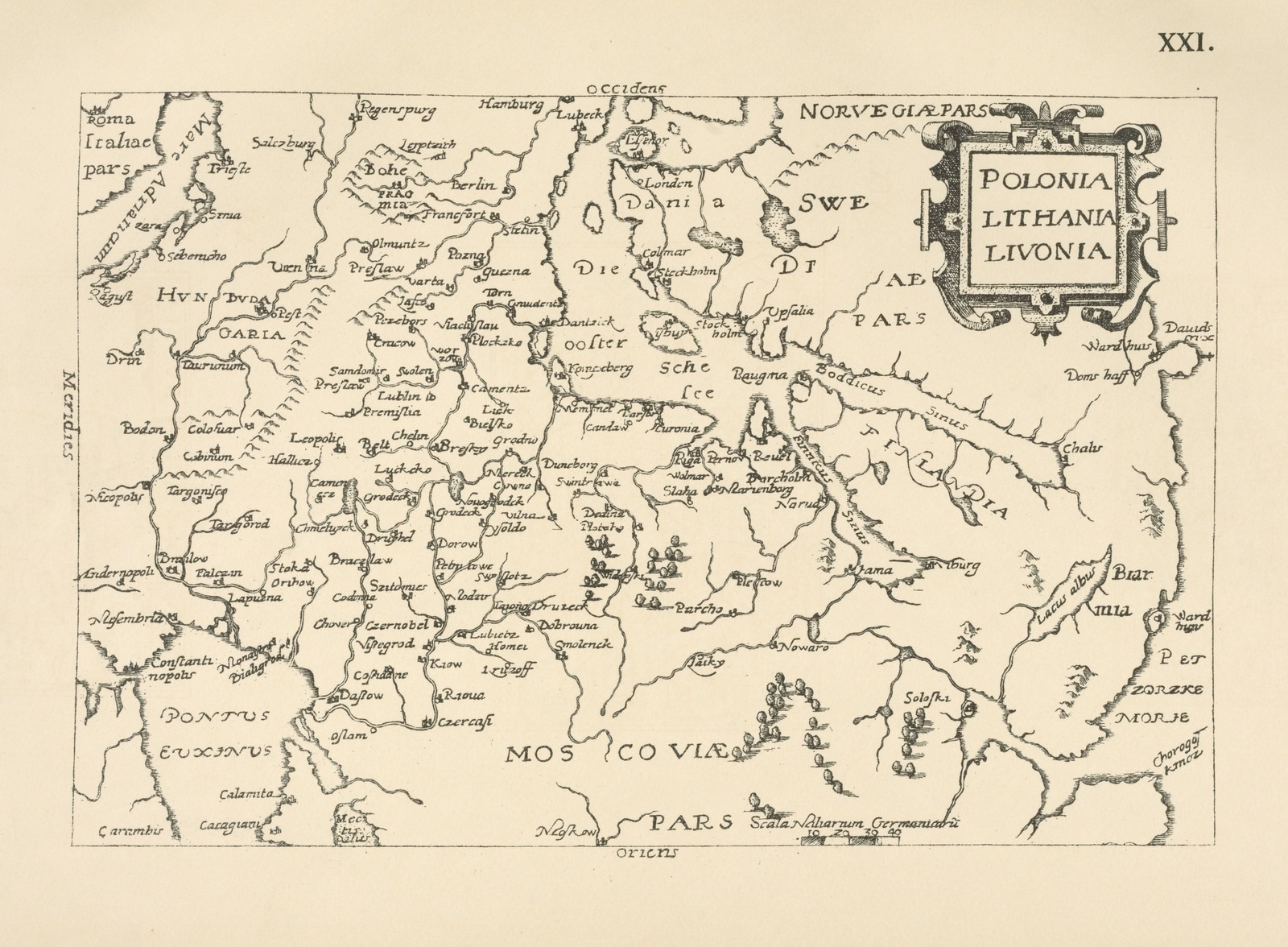
Мапа Речі Посполитої Абрагама Ортеліуса з атласу «Epitome Theatri Orteliani…», (1601).

Річ Посполита була федеративною державою, що складалася із двох суб'єктів: Корони Польського королівства (Корони або Польщі) та Великого князівства Литовського (Литви). Адміністративно перша поділялася на дві провінції — Великопольську та Малопольську; остання ж становила одну Литовську провінцію. До Великопольської провінції належали історичні регіони Великопольща, Мазовія та Прусського королівства, до Малопольської провінції — Малопольща й Русь, до Литовської провінції — Литва й Жмудь. До складу Корони також входили лівонські землі, що називалися Інфлянтами. Адміністративно-територіальними одиницями Речі Посполитої вищого рівня були воєводства. Вони керувалися воєводами. Воєводства поділялися на нижчі одиниці — повіти, що управлялися генеральними старостами або городовими. Декілька повітів могли складати окрему область — землю. Королівські маєтності (королівщини) керувалися старостами, а міста — каштелянами. Крім цього Корона Польська мала ленні землі та залежні території — Курляндське й Прусське герцогства, Севезьке й Вармійське князівство, Спиське староство. 1620 року площа Речі Посполитої ставила 18 тис. миль², у 1683 році — 12 тис. миль², у 1764 році — 14,064 тис. миль², у 1791 році — 9,63 тис. миль², у 1794 році — 4,5 тис. миль².

## Населення

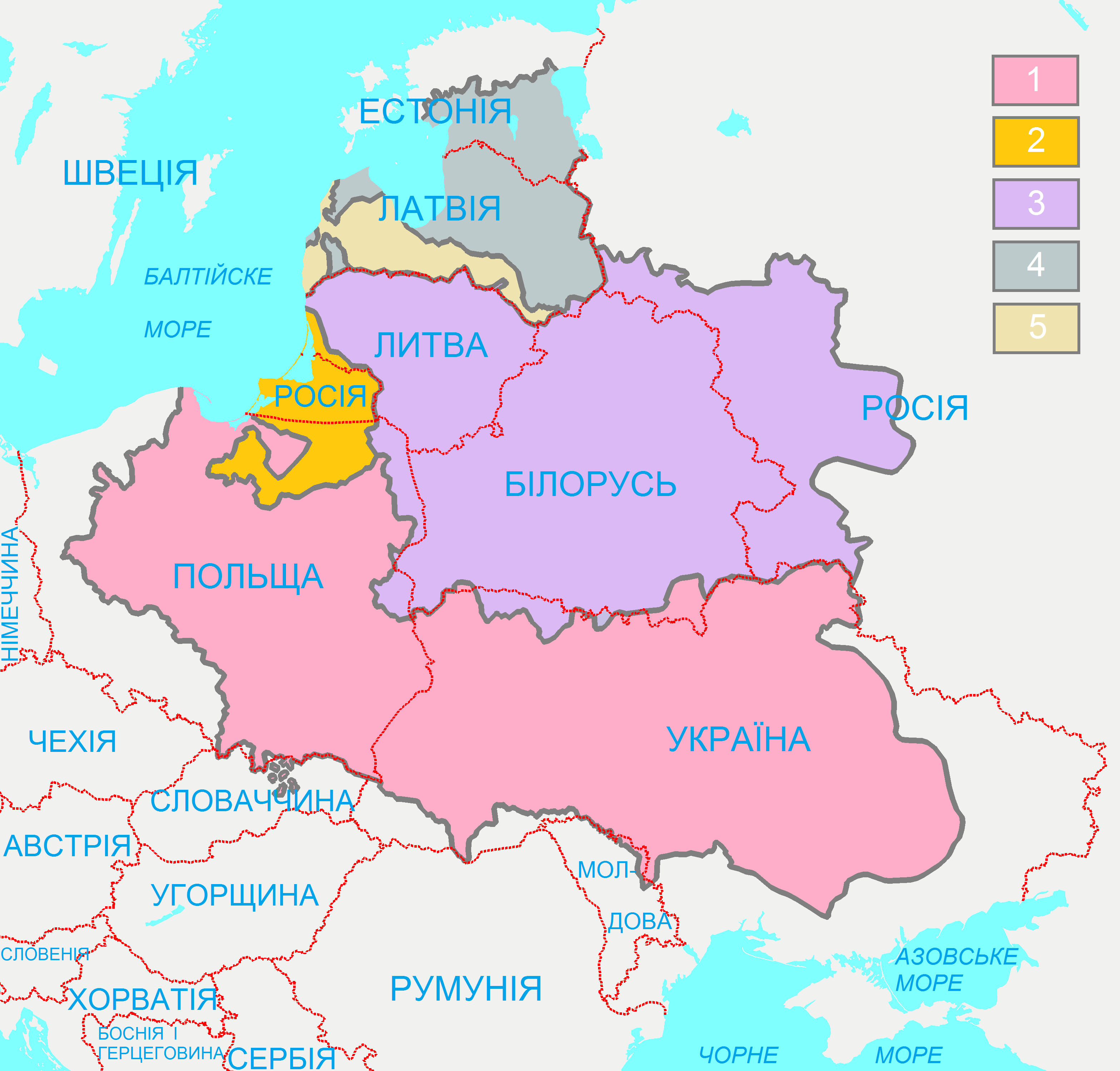
Річ Посполита в часи своєї могутності в 1639—1642 роках, на тлі сучасних держав:
Польща
Литва
Пруссія – ленні землі Польщі
Лівонія – залежні землі Польщі й Литви
Курляндія — ленні землі Польщі й Литви

У суспільстві Речі Посполитої тих часів людей визначали за багатьма факторами. Серед інших це походження і належність до певної суспільної верстви, достаток, віра, народ і мова та інші. За походженням людей ділили на благородних (шляхту) і неблагородних. Серед віровчень виділяли — християн, юдеїв, магометан (мусульман) і язичників. Також важливе значення в суспільстві Речі Посполитої мав поділ на народи — поляки, русини (русь), литовці (литвини), жмудь, євреї (жиди), німці, греки, вірмени, татари, волохи та ін. Шляхта розглядала себе як нащадка стародавнього племені сарматів. Іноземців — людей з інших (чужих) земель і країн визначали за тим, з якої землі вони походять і піддані якого правителя вони є.
У ранній співдружності Речі Посполитої не було домінування поляків або католицької релігії. Увібравши в себе більшу частину Русі й уклавши конфедерацію з Литвою етнічні поляки перестали бути більшістю. Співдружність складалася з переважно чотирьох народів: українців-русинів (більшість),  білорусів-литвинів, поляків і різниз балтійських народів (литовців, прусів, латишів та ін. Попри поділ, руське населення Великого князівства Литовського першопочатково зберігало загальний етнонім «русини», але згодом його витіснув новий — «литвини». Водночас польський етнонім на противагу іншим в часи існування Речі Посполитої означав приналежність до польської шляхти, а не виступав самоназвою етнічних поляків загалом.
На час укладання Люблінської Унії у 1569 р. загальна кількість населення становила 7 млн чоловік з яких близько 4,5 млн було етнічних поляків, 2 млн русинів (українців і білорусів), 0,75 млн литовців і 0,7 млн євреїв. 1618 року під час укладання Деулінського перемир'я кількість населення включало, за оцінками, 4 млн поляків, 5 млн русинів, 0,75 млн литовців, 0,75 млн прусів, 0,5 млн євреїв і 0,5 млн лівонців. Втрачаючи території і населення під час кризи співдружності в 1717 році населення становило вже 9 млн. (4,5 млн поляків, 1,5 млн українців, 1,2 млн білорусів, 0,8 млн литовців, 0,5 млн євреїв, 0,5 млн інших національностей).
До Реформації до шляхти належали як католики так і православні. Однак після завершення Реформації у 1540-х роках і проголошення унії — всі люди грецької віри вважалися уніатами і мусили коритись Римській курії. Таким чином православні і їхні громади, що відмовилися визнати унію і передати релігійні споруди у власність Риму, виявилися поза законом. Це, з одного боку, спричинило масовий перехід руської шляхти в католицьку віру, а з другого боку, викликало масовий протест людей, переважно неблагородних верств населення, що фактично відмовилися визнати унію.

## Шляхетська демократія
У Польсько-Литовській Речі Посполитій політичний анархізм був одним з провідних ідеалів шляхетської демократії. Її девіз — пол. «Nierządem Polska stoi» («Польща тримається непорядком») — містить парадокс, яким захоплювався б сам Прудон. На відміну від сусідніх держав, де на той час сформувався монархічно-централістський тип влади, закони і практики Речі Посполитої були натхнені глибоко вкоріненою вірою в суверенітет окремого феодала на своїй території. В польській патріотичній літературі, цей феномен, часто представлений як виняткова для тієї доби відданість ідеалам свободи індивіда та громадянської свободи. Насправді, широкі права, якими користувалась шляхта, не поширювались на інші верстви населення, передовсім, основну частину населення — селянство, котре було позбавлене будь-яких особистих прав і зазнавало примусової деградації через закони про пропінацію.
Досить доречно, що основні конституційні права, які начебто керували політичним життям Польсько-Литовської держави, були цілком суперечливі. І справді, про точний характер унії сперечалися протягом усього її існування. Згідно з Люблінською унією, пункти якої польські правники вважали за священні, окремі суверенітети Королівства Польського і Великого князівства Литовського були добровільно ліквідовані 1569 року і назавжди поєдналися в нову суверенну сутність — об'єднану Rzeczpospolita. Всі закони, які суперечили унії, були скасовані. Але згідно з Третім Литовським статутом 1588 року окреме існування Великого князівства Литовського зберігалося непорушним, а всі закони, які суперечили цьому статутові, зокрема кілька пунктів Люблінської унії, були проголошені нечинними. Хоч як подивитись на це питання, а ситуація була абсурдна. Проте ніхто не зробив ніякої спроби прояснити ситуацію. І Люблінська унія, і Третій Литовський статут зберігали юридичну чинність аж до кінця XVIII століття. Важко сказати, що знав або думав про цю проблему пересічний громадянин, проте ясно що тим часом, як більшість польських шляхтичів з королівства вважали унію за обов'язкову, меншість їх литовських колег і далі наполягали на окремому статусі Великого князівства. В такому світлі можна було б стверджувати, що конституційна унія Польщі і Литви була, власне, реалізована тільки 1791 року, коли згідно з Конституцією 3 травня була врочисто проголошена Rzeczpospolita Obojga Narodów.

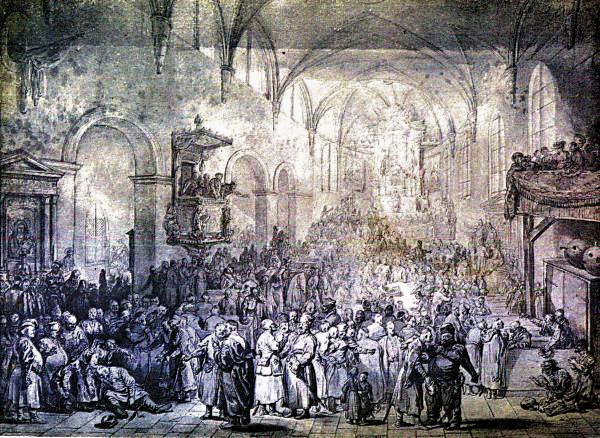
Збори сеймику в костелі. 1785, Жан П'єр Норблен де ля Гурден

### Сеймик
Основною одиницею політичного життя в Польсько-Литовській державі був сеймик. Сеймик викристалізувався в XV столітті з попередніх форм зборів, що їх організовувала шляхта, здебільшого для військових цілей, і став постійною консультативною інституцією в усіх провінціях королівства, а згодом і Речі Посполитої. Вирішальною миттю в історії сейму був 1454 рік, коли на початку другої Тевтонської війни король у Нешаві визнав принцип, що він ані скликатиме військо, ані підвищуватиме податки без попередньої консультації зі шляхтою. Відтоді шляхта кожної провінції збиралися досить часто для вирішування своїх політичних і законодавчих справ та оцінки політики короля. Коли згодом були створені загальний сейм і коронний суд, кожен сеймик призначав своїх представників для обстоювання власних інтересів у процесі діяльності центральних законодавчого й судового органів. У XVI столітті відбувалися чотири різні форми засідань, інколи одночасно, інколи окремо. Sejmic poselski скликали для вибору двох послів, які мали передати «інструкції» шляхти даної провінції сеймові; sejmic deputatski обирав двох депутатів, які мали служити в коронному суді; sejmic relacyjny збирався для розгляду рапортів та рекомендацій сейму і вжиття доречних заходів; sejmic gospodarski збирався для вирішення торговельних і фінансових справ провінції та виконання постанов сейму, які стосувалися податків, військової служби й володіння землею. Наприкінці нарад сейм ухвалював свої лат. lauda, постанови, що мали повний правовий авторитет на території, на яку поширювалася компетенція сеймику. Ці постанови не вимагали згоди короля.
На основі цих інституцій, шляхта вважала себе за найвищу владу в державі і вважала, що сеймики становлять головну гілку законодавчого процесу. Інтереси центрального уряду становили тільки один з аспектів нарад шляхти, і не конче найважливіший. Пропозиції короля, сейму й державних урядовців шляхта приймала з великими засторогами про сферу власної компетенції й не почувалася зобов'язаною коритися їм або дотримуватися їх. Від послів сподівалися, що вони твердо дотримуватимуться даної їм інструкції, й вимагали присягнути «Всемогутньому Богові, в Трійці єдиному», що вони «боронитимуть свободу» й не допустять «законів, які суперечать інструкціям».

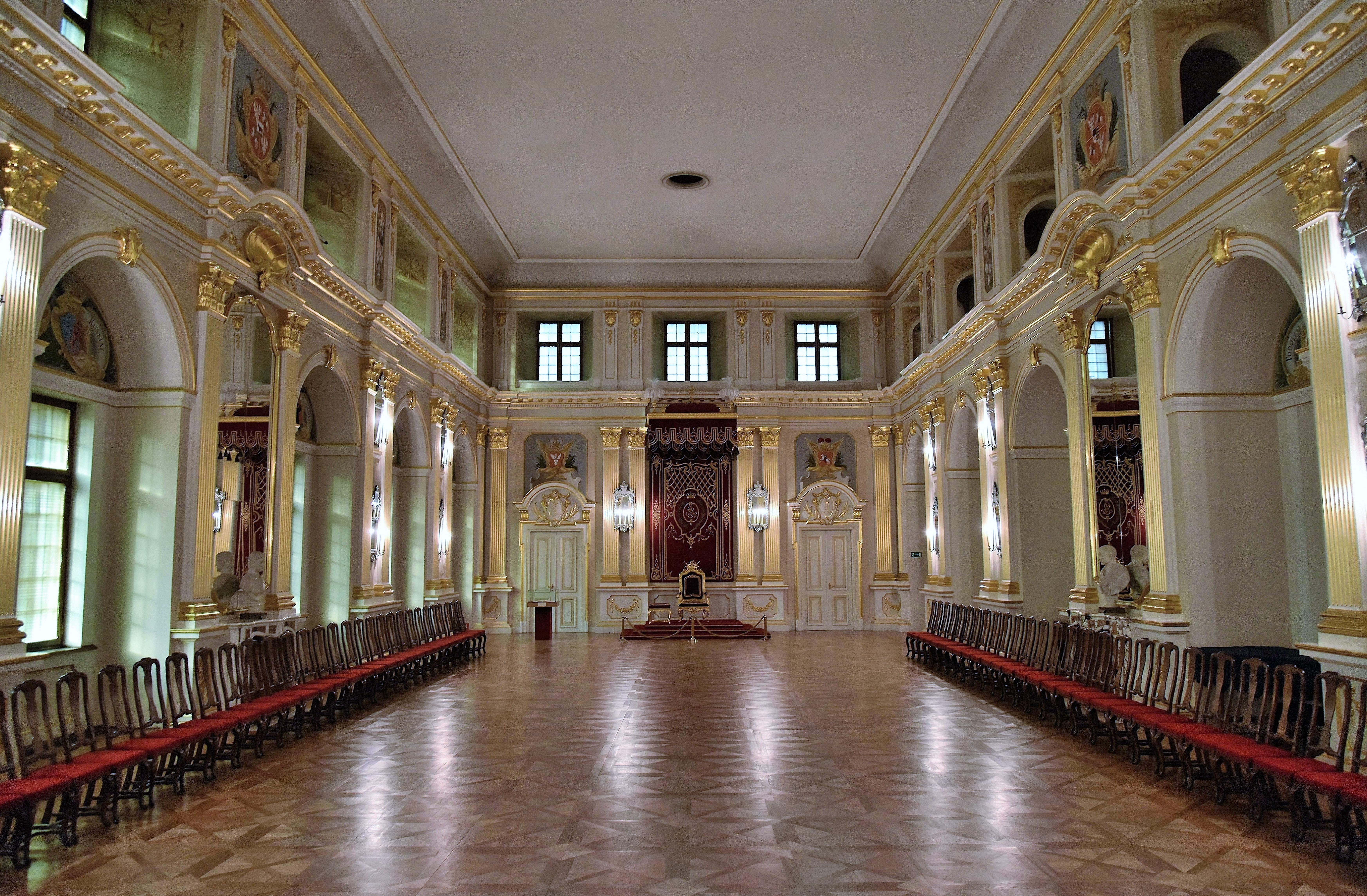
Приміщення Сенату в Королівському палаці у Варшаві

### Сейм
Сейм як інституція сформувався пізніше, ніж сеймики, і в багатьох аспектах був підпорядкований їм. Він безперечно залежав від них у виконанні своїх постанов. За приклад для сейму правив досвід станових зборів Королівської Пруссії, що й далі збиралися після приєднання 1466 року цієї провінції до Польщі. Вперше сейм зібрався 1493 року в Кракові на вимогу короля як «парламент» королівства, приїхало тільки сорок обраних послів. Після 1569 року сейм був перетворений на спільні збори об'єднаної Речі Посполитої. Вони складалися з двох палат: сенату, що мав 140 членів, і палати послів, що складалася зі 170 послів: 112 від Королівства і 48 від Великого князівства.

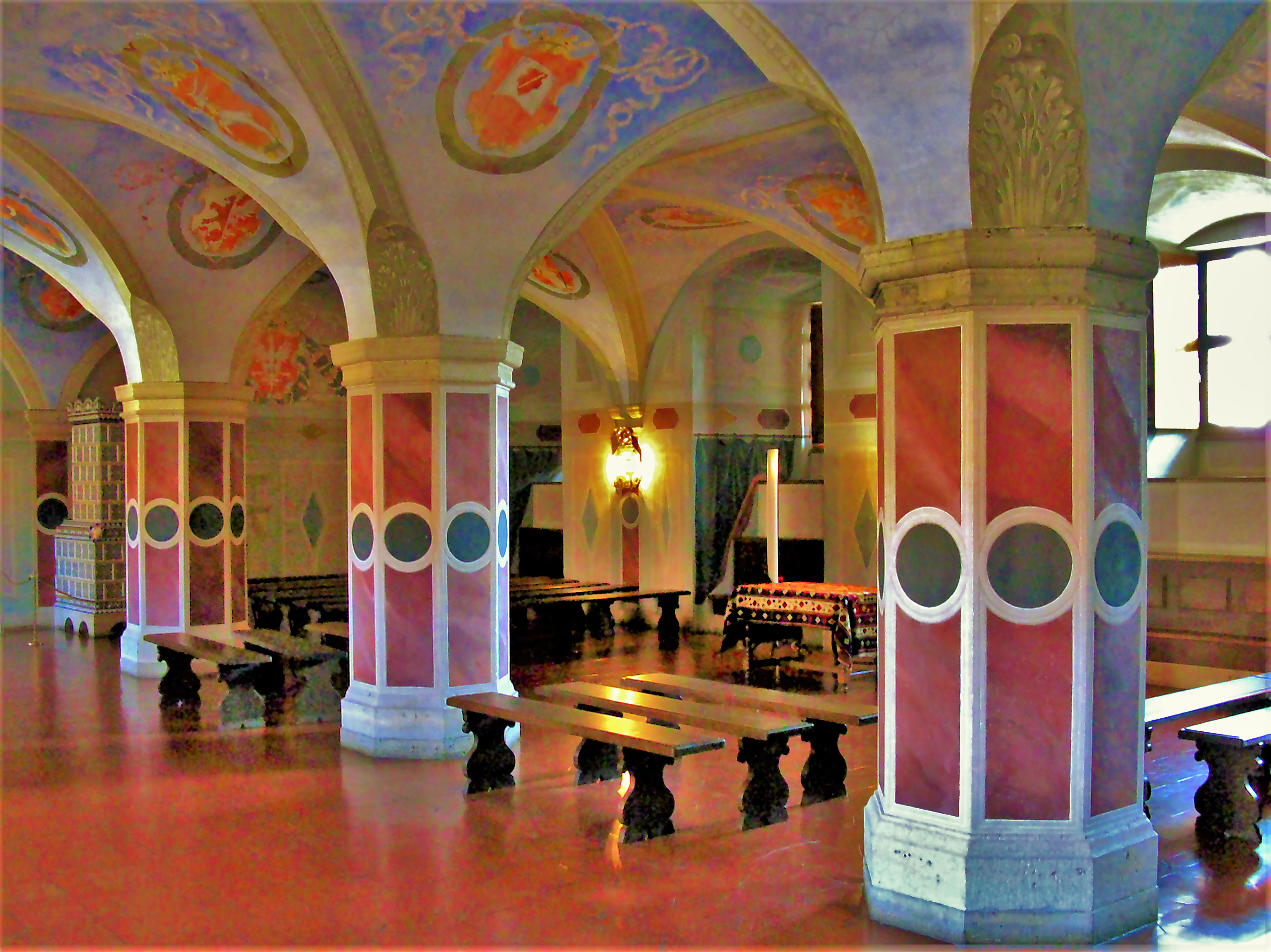
Палата послів в Королівському палаці у Варшаві

За три століття свого існування сейм провів 230 сесій. 147 з них відбулося в Королівському замку у Варшаві, 38 — в Пйотркуві, 29 — у Кракові, 11 — в Гродні, 4 — в Любліні, 3 — в Торні, 2 — в Сандомирі, 2 — в Радомі і по одній сесії в кількох інших випадкових місцях.

### Вибори короля
Вибори короля в Польщі були подією незвичайною. Теоретично в них мав право брати участь кожен шляхтич Речі Посполитої, а на практиці короля звичайно обирало десять—п'ятнадцять тисяч чоловік. Вони збиралися верхи на поле Воля поблизу Варшави, стаючи згуртованими лавами навколо павільйонів своїх провінцій. Будь-який шляхтич-католик — поляк чи іноземець — мав право подати свою кандидатуру. Кожна провінція спершу обговорювала питання виборів на своїх сеймиках і здебільшого приїздила до Варшави з певними уявленнями про свої симпатії. Але процес, завдяки якому та орда озброєних вершників досягала одностайної постанови, вибравши з-поміж десятків кандидатів і позицій, можна було б схарактеризувати тільки як акт колективної інтуїції. На початку дня прихильники кожного провідного кандидата організовували його рекламну кампанію. Делегації рухались від павільйону до павільйону, аналізуючи зміну загальних настроїв, вербуючи прихильників, посилаючи повідомлення до своїх провінційних павільйонів, щоб вирішити, до яких заходів удаватися далі. Великий коронний маршалок без упину їздив по полю, спонукаючи тих, хто програвав, не чинити непотрібного опору, лестощами спонукаючи їх усіх дійти згоди і обрати спільного кандидата. Якщо йому щастило, ввечері голосно вигукували ім'я сподіваного переможця; провінції одна за одною підхоплювали той крик, аж поки він переходив у несамовитий рев, а потім, оголивши шаблі, шляхта Речі Посполитої вітала свого короля. Але досить часто навіть інтуїції бракувало, щоб прихилити всіх до одностайності. Великі заворушення, запеклі бійки і приватні сутички були звичайною справою. 1764 року, коли вбили лише тринадцять виборців, казали, що вибори були на диво спокійні. Кілька разів — 1575, 1587, 1697, 1733 років — розв'язати всі суперечки на полі не щастило. В таких випадках обирали дві кандидатури, а потім обидва «з успіхом» обрані королі підтримували свої претензії подальшою громадянською війною. Цей крайній приклад застосування принципу виборності до Польсько-Литовської монархії нагадує відому думку Джеймса Брюса про державний устрій Священної Римської імперії в середньовічній Німеччині. Говорячи про формалізацію системи виборів імператора, яку 1356 року здійснив імператор Карл IV, Брайс дав такий коментар: «Він легалізував анархію й назвав її конституцією». Ця паралель цілком доречна. Чимало вчених, зокрема й сам Брайс, вважали, що державний устрій Польщі є похідним від німецької системи, а то й просто наслідує їй. Безперечно, вирішальне верховенство виборців над монархом було однією з головних причин занепаду монархії — і в Польсько-Литовській державі, і в Німеччині.
Ставши обраним, новий король їхав до сейму, де слухав пропозиції шляхти про умови, на яких вона погодиться з його коронацією. 1573 року, після перших виборів короля, Генріха Валуа запропонували дев'ять таких умов. Протягом правління подальших королів ці Генріхові статті становили фіксований, ніколи не змінюваний договір про державний устрій. Шляхта наполягала серед іншого на своєму праві безперешкодно обирати короля в майбутньому незалежно від планів короля щодо своєї родини; на своєму праві схвалювати всі оголошення війни, всяке стягування податків, всі заклики до посполитого рушення; про регулярні засідання сейму і про принцип толерантності, сформульований актом Варшавської конфедерації; про призначення шістнадцяти сенаторів-резидентів, які мають перебувати коло короля. Остання стаття проголошувала право шляхти на опір, ба навіть обов'язково непокори в разі, якщо король порушить свою присягу. 1576 року, під час других виборів, зі Стефаном Баторієм обговорили низку додаткових статей, що дістали назву pacta conventa, узгоджених пунктів. Протягом подальшої історії Речі Посполитої терміни pacta conventa і Генріхові статті вживали, не розрізняючи. Внаслідок, таких заходів короля Речі Посполитої призначали як довічного управителя, що працював на основі договору відповідно до правил фірми. Від коронації до могили він не міг мати жодних ілюзій, бо був слугою, а шляхта — його господарем.
Проте контроль сейму над виконавчою владою короля був аж ніяк не повний. У подробицях урядування король зберігав важливі повноваження й досить простору для політичних маневрів. Адже щороку, 98 тижнів зі 104 він був безперечним володарем Речі Посполитої. Як володар коронних маєтків він безпосередньо керував однією шостою частиною території й населення, порядкуючи більшими економічними й військовими ресурсами, ніж наймогутніші магнати. Як політичний патрон міг запропонувати своїм вірним прихильникам не просто винагороди у вигляді виконавчих посад, а й довічне володіння багатими коронними маєтками й монополіями. Йому належав вирішальний голос в усіх політичних призначеннях. Король призначав шістнадцять державних урядовців (хоча не мав права в односторонньому порядку відправити їх у відставку: маршалка, гетьмана, канцлера, підскарбіїв корони та Великого князівства Литовського та їхніх заступників); призначав регіональних урядовців: воєвод, каштелянів і старост, а також вибирав судовиків зі списку, поданого сеймом або сеймиками; затверджував усі апостольські призначення в абатствах і єпархіях католицької, уніатської і православної церков. Завдяки цьому король мав у сенаті набагато більший вплив, ніж той, який відкрито виявлявся під час його формальних засідань. У царині законодавства король і далі видавав укази в усіх сферах, не підпорядкованих сеймові на підставі якогось окремого привілею. У військових справах він діяв як офіційний головнокомандувач, якому всі вояки присягали на вірність. У судових справах він зберігав виконувати разом з сеймом роль найвищого апеляційного суду, а в політичних справах був природним захисником дрібної шляхти від магнатів, а слабких станів — міщан, євреїв, селян і духівництва — від шляхти загалом. У зовнішніх справах він претендував на провідну роль у формуванні політики. Майже всі постанови він мав ухвалювати разом з сенаторами-резидентами, проте не був зобов'язаний погоджуватися з усіма поданими пропозиціями. Навіть у відносинах із сеймом не можна сказати, що король не мав ніякої влади. Саме король скликав сейм, саме він подовжував термін його повноважень і розпускав. Саме король керував програмою дебатів. Лише королівський підпис перетворював постанови сейму в статутне право. Король цілком міг бути слугою шляхетської Речі Посполитої, та аж ніяк не був маріонеткою.

### Liberum veto
Liberum veto сформувалося з дуже давнього коріння. То був механізм, завдяки якому кожен поодинокий шляхтич міг урвати засідання сейму, просто висловивши свою незгоду. Сила переконань, мовляв, потрібна одностайність, була така велика, що вважали за недоречне далі обговорювати питання, якщо якийсь єдиний голос вигукував «Veto» або «Nie pozwalam». Здебільшого, звичайно, такі вигуки призводили тільки до тимчасової затримки. Проте, досить часто, це ознаменувало кінець засідань сейму.
За тієї доби головні функції сейму у сфері адміністрації та фінансів перебрали на себе — на дуже поверховому рівні — провінційні сеймики. Вороги Речі Посполитої раділи. Кожна сусідня держава утримувала магнатів, що за дукат могли зірвати сесію сейму. Кожен прагнув, щоб його суперники ані на крок не випередили його.
Принципи, що лежали в основі державного устрою Речі Посполитої, були відображені у сфері публічного права. На думку поляків, право, як і державний устрій, було надто неоціненним добром, щоб віддавати його в руки виконавчої влади. Вважали, що у світі досконалої свободи бездумне функціонування організованих інституцій становитиме в тривалій перспективі більшу загрозу у формі несправедливості, ніж непоміркованість окремих індивідів. Отже, держава не повинна була накидати право. Справедливість мали утверджувати ті, чиї кривди були визнані в судах, інколи вся шляхта, діючи в унісон, але ніколи судовики чи королівські урядовці. Якщо це призводило до того, що в конкретних випадках доводилося чинити всупереч праву, таке зло вважали за невелике й незначуще. З позиції такого способу мислення, ті країни, яки призначили урядовців, що утверджують право й відповідальні перед державою, отримали невелику користь безперешкодного врядування в рамках права коштом постійної загрози для свободи своїх громадян. З цих причин у Польсько-Литовській державі ніколи не існувало чогось на кшталт Суду Зоряної Палати й ніколи не було опричнини на московський кшталт, і ніхто не міг би запровадити їх.

### Суди
Як і в усіх середньовічних судах, компетентність різних судів була ретельно розмежована. Юрисдикція церковних судів поширювалась у цивільних і кримінальних справах на землі, кріпаків і духівництво церкви, а в духовних справах — на все населення. Тут діяло канонічне право. Юрисдикція маноріальних судів обмежувалася внутрішніми справами шляхетських маєтків, ці суди дотримувалися місцевого звичаєвого права. Юрисдикція міських судів обмежувалася територіями міст і вільними городянами. Тут діяли міські юридичні кодекси, що спиралися на німецьке Маґдебурзьке право. Юрисдикції єврейських судів підлягали тільки суперечки між членами єврейського стану, її запроваджував кагал згідно з нормами єврейського права. Юрисдикція королівських судів поширювалася на землі, кріпаків і слуг корони, на суперечки між шляхтичами, на судові справи між представниками різних станів. На місцевому рівні sąd ziemski і sąd grodzki були окружними судами, якими керували відповідно королівський староста і королівський каштелян. Крім того, відповідно до принципу правової автономії, кожен з великих державних урядовців мав свій суд для розгляду справ, які стосувалися його конкретної сфери. Отже, існували канцлерські суди, маршалківські суди, гетьманські суди, скарбові суди, а для королівського двору — sąd dworski. На найвищому рівні в XVI столітті створено пол. Refendarię koronną, апеляційний суд у справах, пов'язаних з державними урядовцями та орендарями коронних земель. Принаймні теоретично він давав королівським кріпакам певний доступ до правосуддя, в якому відмовляли церковним і панським кріпакам. Sąd wojewódzki розглядав нерозв'язані міжюрисдикційні суперечки. На найвищому рівні сейм зберігав право виконувати роль найвищого апеляційного суду. За такої фрагментованої системи юридичний фах, як і слід було сподіватися, досяг великого процвітання. Попри всю складність такої структури, обминути закони можна було дуже легко, надто шляхті. Шляхта була корпоративним працедавцем короля, а отже, і всіх державних урядовців. Шляхта могла легко знехтувати закликами церкви й мала особливий захист від переслідування з боку церковних судів у релігійних справах. Однією з причин своєрідного союзу шляхти з євреями була беззахисність єврейського стану перед примусом з боку шляхти. В містах шляхта не підлягала міським судам, а в своїх юридиках мала цілі ділянки, де вона та її люди перебували в безпеці від усякого втручання. В результаті в тих нечисленних містах, що зберегли незалежне існування, шляхта могла жити, будувати будинки, розважатися й загалом жити коштом міської громади, не платячи міських податків і не маючи великого страху перед утручанням.
Процедури правозастосування були вкрай випадкові та безладні. Королівські суди використовували тільки одного постійного урядовця для цієї мети — судового возного, чиї обов'язки полягали в доправленні наказів і повідомленні про вироки. Проте він не мав ніяких засобів примусити неохочих відповідачів з'явитися до суду або виконати судові вироки у випадку втечі засудженого. В багатьох місцевостях засуджені шляхтичі-злочинці не ховаючись жили у своїх маєтках, цілковито нехтуючи суди.

### Приватні війни
Приватні війни точилися аж до кінця існування Речі Посполитої. В більшості випадків то були просто приватні вендети, спричинені, лат. amor et demon. Татарські наїзди, неоплачені вояки, розбишацтво й лихі сусіди були не менш звичайною справою, ніж пори року, і кожен намагався вберегтися від них по своєму.
У Середньовіччі шляхта сформувала ритуалізовану процедуру для проведення своїх вендет. Шляхтич, що почувався покривдженим, писав виклик, у якому докладно перелічував заподіяні йому шкоди і умови задоволення своїх нарікань. Той виклик, пол. odpowiedż, нім. Absage, лат. litterae diffifationis, був еквівалентний оголошенню приватної війни. Звичайно в ньому було сформульоване прагнення автора негайно домогтися справедливості, покаравши кривдника: спалити його дім та врожай і не заспокоїтися, аж поки загине кривдник чи він сам. Виклик подавали до земського суду, і возний мав доставити його кривдникові. Відтоді, якщо сформульовані у виклику причини видавалися обґрунтованими, всі дії вважали за цілком законні.

### Особливості устрою
З погляду політолога Польсько-Литовська Республіка мала низку рис, які відрізняли її від більшості західноєвропейських держав тодішнього періоду. Мовою теорії цю державу можна краще схарактеризувати як монархічну республіку, ніж як республіканську монархію. Вона була більш республіканська за структурою й духом, ніж конституційні монархії Англії і Швеції, і діаметрально протилежна абсолютистським системам Франції, Іспанії та Росії. В деяких аспектах вона нагадувала подрібнені та виборчі структури Священної Римської імперії, позбавлені династичних наростів, і водночас мала багато спільного за складним державним устроєм Сполучених Провінцій. Але за джерело натхнення для творців Речі Посполитої правила передусім антична Римська республіка, від якої запозичено й назву, а також Венеційська республіка, бо більшість тих творців були випускниками її Падуанського університету.
Досить дивно, що ідеалам польської шляхти властивий разючий присмак сучасності. За доби, коли більшість європейців вихваляли переваги монархізму, абсолютизму й державної влади, шляхетні громадяни Польсько-Литовської держави вихваляли свою «золоту свободу», право на опір, суспільний договір, свободу індивіда, принцип урядування за згодою, цінність покладання на власні сили. Ці концепції посідають провідне місце в ідеологіях сучасних ліберальних демократій. Годі, звичайно, уявляти собі, ніби шляхта плекала їх завдяки ранньому зацікавленню прогресивною політичною теорією, а не внаслідок стихійного прагнення зберегти свої давні привілеї. Але тут існує очевидний зв'язок. За європейськими стандартами, Річ Посполита є прикладом украй запізнілого розвитку. Спостерігачам доби Просвітництва погляди, які існували в Польщі, нагадували погляди диких середньовічних баронів. Але збіг поглядів польського шляхтича XVII-XVIII століть і ліберального демократа XIX-XX століть не просто випадковий. Він спричинений їхнім спільним прагненням боротися проти державної влади. З цієї причини, якщо не з якої іншої, можна сподіватися, що сучасний учений, досліджуючи історію Польсько-Литовської Речі Посполитої, може уникнути суто негативних суджень, походження яких можна безперечно простежити від ідеологів Просвітництва та «освічених» апологетів держав, які поділили Польщу.

## Пертурбації міського життя
Міста ніколи не відігравали надто великої ролі в польській культурі. Виникаючи в Середньовіччі, вони мали міцні німецькі зв'язки, тож історики упродовж довгого часу просто вважали їх за колоніальні вирости на переважно сільській польській сцені. Миті процвітання в XVI й на початку XVII століть проминули так швидко, що полишили дуже мало тривких традицій. Подальший занепад міст був таким цілковитим, що не лишилося майже нічого, що могло б зацікавити сучасників. Проте міста — це важлива складова польської економіки та суспільства.

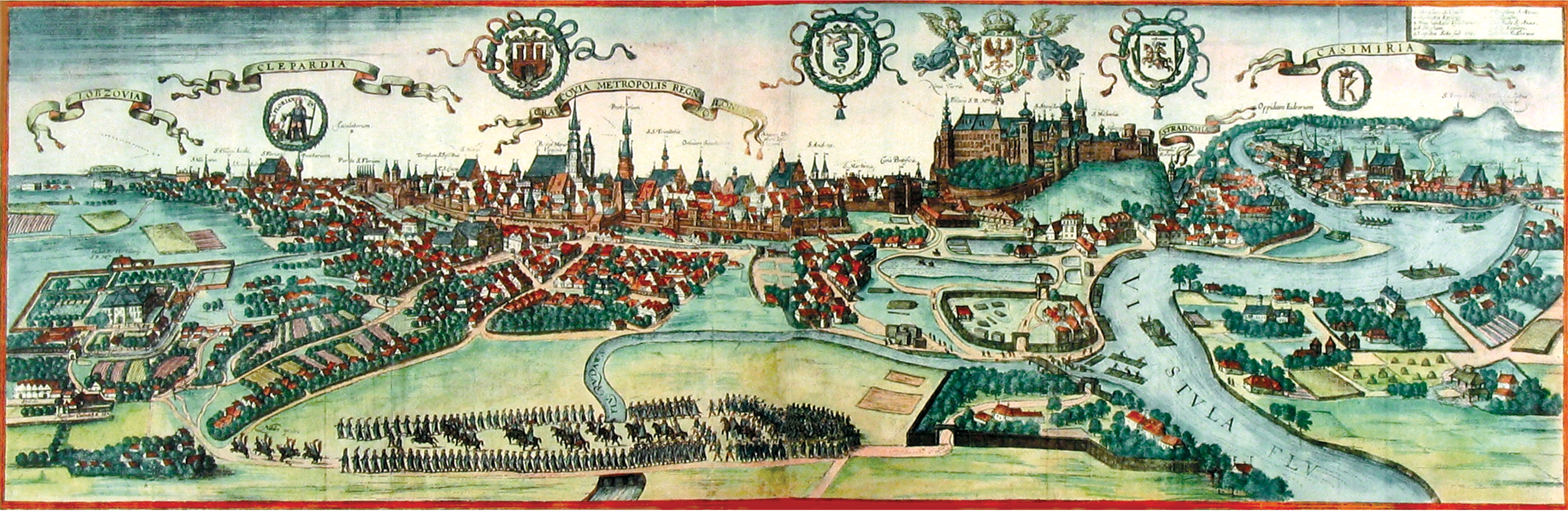
Зовнішній вигляд Кракова наприкінці XVI ст. Справа, на пагорбі, Вавель

Потрібно брати до уваги, що, згідно з середньовічною традицією, місто —лат. civitas, пол. miasto — було радше правовим уявленням, ніж географічним явищем. Місто ні в якому розумінні не було еквівалентне тому, що нині можна було б назвати «міською територією». І справді, більшість земель у межах міст були присвячені сільському господарству, і зовні їх годі було відрізнити від навколишніх сіл. Тільки група будинків, церков, вулиць і муніципальних споруд у центрі міста мали виразно міський характер, і навіть там неодмінні садки, поля й дрібні володіння вражали б сучасне око своїм радше сільським характером, аж ніяк не пасуючи до міста. Місто, де-факто, було визначене на основі правових привілеїв, сформульованих у грамоті про надання міських прав, і аж ніяк не залежало від використання міських земель. Межі міста були визначені правом і становили виразно окреслену сферу юрисдикції, в межах якої король або патрон назавжди відступав свої колишні права міським судам. Ба більше, поступове збільшення імунітетів і поширення приватних юрисдикцій спричинилося до ситуації, коли кілька окремих міст співіснували в межах однієї міської конґломерації разом з численними туманно визначеними поселеннями й передмістями. Скажімо, до середньовічного міста Кракова не входили окремі міста Казимеж і Клепаж, зате входило багато квадратних кілометрів землі за межами міських мурів, і ті землі аж донині зберегли свій переважно сільськогосподарський характер. Варшава складалася з двох міст: Старого Міста, заснованого 1300 року, і Нового Міста, заснованого 1412 року. Навколо цих обох міських осередків сформувалася сукупність різних королівських, церковних і приватних юрисдикцій, кожна з яких мала свої окремі закони та уряд. Випадковий спостерігач або географ бачив з церковного шпилю тільки безладно розкидані розпорошені групи будівель. А в очах правника ота безладність була б цілком зрозумілою завдяки невидимим демаркаційним лініям між численними юрисдикціями. Крім того, слід зазначити, що значна кількість ринкових міст і заможних сіл, що зовні могли дуже скидатися на містечка, не мали статусу міста. Не мавши патрона і грамоти про надання міських прав, вони не могли запропонувати своїм жителям соціальних, політичних і економічних переваг самоврядування й були підпорядковані власникові земель, на яких вони містилися.
Надання міських прав, вперше відбулось у Польщі в XIII столітті, тривало з нереґулярними перервами аж до кінця XVIII століття. За ті шістсот років зареєстровано майже дві тисячі грамот про надання міських прав. В давніх сторіччях ініціативу брав на себе здебільшого король або князь, а в деяких випадках церква. Наприклад, Ниса (Нейсе) в Сілезії дістала свою грамоту про надання міських прав від єпископа з Бреслау 1220 року, за двадцять два роки до того, як сам Бреслау отримав статус міста. З часом надання міських прав указом могутнього шляхетського патрона стало дедалі поширенішим явищем, аж поки зрештою приватні міста стали найзвичайнішою справою. Більшість міст, згідно з сучасними стандартами, були просто мініатюрні. Значна частина міст не мала й двох тисяч жителів. З-поміж 700 міст, що наприкінці XVI століття посідали в Королівстві Польському грамоти про надання міських прав, менше ніж двадцять — Краків, Данциґ, Ельбінґ, Торн, Бидґощ, Варшава, Познань, Люблін, Сандомир, Львів, Кам'янець, Корсунь, Київ, Переяслав — мали кількість населення понад 10 000 чоловік. В Литві Вільно, Полоцьк, Ковно, Брест, Пінськ, Вітебськ і Могилів, а в Лівонії тільки Риґа могли дорівнятися до великих польських міст.

### Міські стани
Міське суспільство складалося з кількох окремих груп і верств. За звичаєм, належність до міщан, тобто стану бюрґерів, обмежувалася християнами-платниками податків, що мали повні громадянські права, міщани становили від однієї до двох третин населення міста. Міщани виразно поділялися на пол. patrycjat, або «олігархію», і простолюд, що формував пол. pospólstwo, або лат. communitas. У XVI столітті тогочасні коментатори часто говорили про три стани: сенат, що складався з міських радників, другий стан, що складався з міських урядовців, і третій стан, що складався з простолюду. Великі патриціанські родини, котрі належали до першого й другого станів, здійснювали контроль над публічними посадами й торговельними підприємствами в містах, а їхні позики й послуги королівському дворові надавали їм політичного впливу, незалежного від шляхти. Натомість pospólstwo складалося з членів ремісничих цехів і купецьких братств. Вони вважали себе за охоронців міської демократії, якій, на їхню думку, нереґульована діяльність неліцензованих ремісників і майстрів загрожувала не менше, ніж зарозумілість патриціїв. Окрім міщанського стану був так званий плебс і євреї. В деяких містах плебс становив абсолютну більшість населення. До плебсу належала біднота, що не мала виборчих прав унаслідок своєї нездатності платити податки, а також усі ті міґранти, втікачі й випадкові робітники, що, не мавши постійного житла, не могли стати міщанами. Євреї становили окремий стан, поділ якого на патриціїв, платників податків і плебеїв майже віддзеркалював поділ, характерний для їхніх сусідів-християн.

### Міські цехи
Ремісничі цехи впливали на кожен аспект міського життя. Спершу сформовані для захисту економічних інтересів конкретних спеціалізованих професій, наприклад, золотарів і зброярів, вони поступово утвердили монопольний контроль над кожним фахом і ремеслом, а їхня діяльність поширювалась і на релігійну, відпочинкову, освітню, військову, а зрештою й на політичну сфери. У Кракові кількість цехів у XV столітті зросла від 24 до 60; в Торні 1650 року було 70 цехів; у Львові, за даними Lustracji 1661 року їх було 38. Кожен цех мав свій власний статут, свої власні закони і практики і здійснював контроль над усіма своїми членами. Суперечок про демаркаційні лінії було безліч. Війна між кравцями і кушнірами з приводу того, хто має шити хутряний одяг, тривала сторіччями. Поява художнього різьблення за доби Ренесансу призвела до тривалої суперечки між мулярами і художниками. Заворушення й бійки між зграями учнів щоразу порушували спокій міських вулиць. Але, поставши перед зовнішнім тиском, цехи звичайно згуртовували лави. Надто обурювало їх зазіхання на принцип «закритого товариства» в межах міст, вони всякчас нарікали на євреїв, партачів і незаконних торговців, що, на їхню думку, підточували їхні засоби до існування. Створення конкурентних єврейських цехів у кожному з головних ремесел становило основну причину вимог позбавити євреїв права жити в містах.

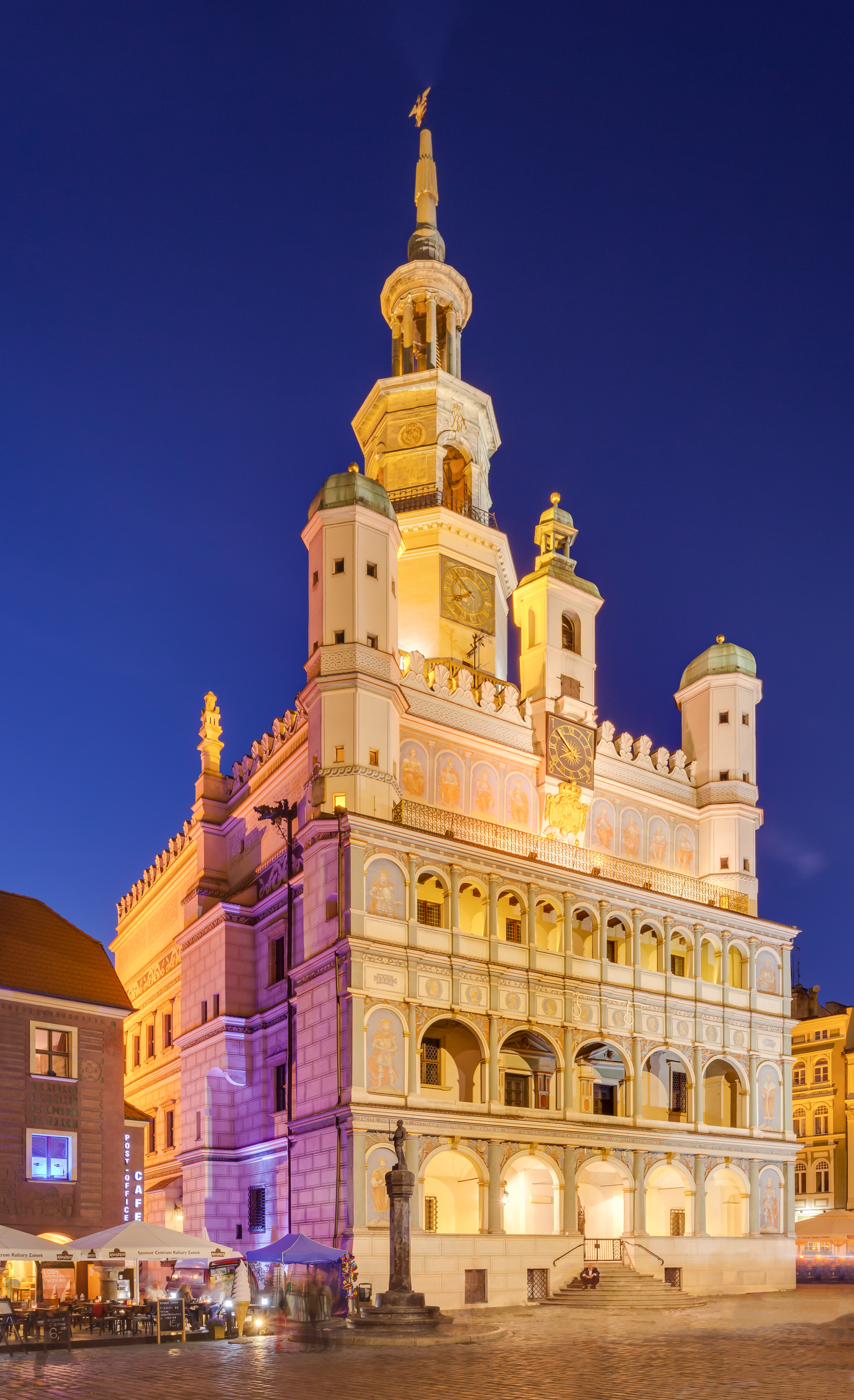
Міська ратуша міста Познань

Належність до цеху зумовлювала довічні зобов'язання. Цеховик молився в каплиці свого цеху, грав у оркестрі свого цеху й відвідував з усією родиною пол. Dom Bracki, цеховий дім. Як учень, майбутній цеховик жив і працював сім років у будинку свого майстра-ремісника, що безпосередньо відповідав за його навчання та поведінку. Замолоду його посилали на рік і шість тижнів у широкий світ, щоб він набув вправності у своєму ремеслі в якомусь далекому місті чи навіть у чужій країні. Зрештою, виготовивши свій пол. majstersztyk, майстерний виріб, як доказ своєї компетентності, він мав скласти іспит перед цеховим комітетом, і його приймали до цеху з усією належною помпою та церемоніями. Коли він отримував титул пол. towarzysza (лат. Socius, нім. Geselle), від нього вимагали купити собі будинок у місті, оженитися, скласти присягу на вірність цехові й зареєструватись як повноправний громадянин. Дуже часто новому членові давали якесь характерне прізвисько, і тут цехові списки подають чимало прикладів грубого гумору: пол. Moczygęba (Мочиморда), пол. Kłopoczybaba (Клопочибаба), пол. Mokrowstał (Мокровстав), пол. Pierdzikrzyczywoł (Пердикричивіл). Відтоді він мав право промовляти на загальних зборах цеху, так званої пол. rozmowy porannej й подавати свій голос на виборах цехової старшини. В певному розумінні життя цехів було вкрай демократичним. Усі постанови ухвалювали спільно, спільно виконували всю роботу. Але в широкому розумінні можна вважати, що цехи діяли в дусі сектантства, сприяючи інтересам своїх членів, а не інтересам суспільства загалом. Саме тому на початку XVI століття Ян Остроруґ, каштелян, потім познанський воєвода і правник, намагався стримати розвиток цехів і радив скасувати їх.

### Міські ґільдії
Купецькі братства, або ґільдії, були дуже схожі на ремісничі цехи. У Кракові їх вважали за окрему верству міщанського стану, і вони мали трохи інші привілеї. В інших містах їх просто вважали за торговельну галузь цехової системи. Зародилися вони внаслідок неоціненного права на складування, що збагатило багато середньовічних міст, а монополія, яку вони так захищали, втратила свою вартість тільки тоді, коли вийшли з ужитку давні норми торгівлі.

### Політичне життя в містах
Політичне життя в містах зосереджувалося навколо намагань стримати свавільні постанови міської ради. За давніх часів саме міська рада діяла як демократичний засіб обмеження повноважень wójta, тобто представника суверена, війта, і польські міста пережили ту саму класичну стадію, що виявилась уперше в середньовічній Італії, де popolo боровся з podesta. Але у Польщі верховенство війта було короткочасним, тож рада змогла утвердити свій контроль не тільки над законодавчими, а й над судовими та виконавчими органами самоврядування. Тому провідне становище тепер посідав не війт, а нім. Burgermeister, або пол. burmistrz (бурмистер), голова міської ради. Ба більше, патриціанські родини, що доробилися багатства за доби Ягеллонів, були схильні перетворювати свої місця в міській раді у спадкові посади й керувати всіма виборами та призначеннями в місті завдяки різноманітним каналам патронату і непотизму. В XVI столітті ради втратили всі претензії на своє демократичне походження і сформували ядро елітарного, олігархічного істеблішменту. В такій ситуації цехи в кожному місті почали виступати проти війта. Наслідки тієї боротьби за характер влади були інші в кожному конкретному випадку, а в більшості приватних міст повноваження патрона зберігали свій верховний статус, незважаючи на ухвалені форми врядування. Проте у великих королівських містах у XVI столітті сформувалася розвинена система міської автономії, що існувала майже до кінця Речі Посполитої.
У багатьох польських містах головні інституції міського самоврядування були відображені в інституціях єврейського кагалу (громади), які звичайно функціонували паралельно з ними. Як і радники-християни в міській раді, єврейська старшина керувала замкненою виборчою системою, яка була ретельно витворена так, щоб увічнити владу її творців. У єврейських громадах кількість наділених виборчим правом платників податків і виборців відносно позбавленого виборчого права плебсу була ще менша, ніж у міщан-християн.
У питаннях права і устрою давні міста часто становили приклад для недавніх міських утворень. Бреслау запозичив «німецьке право» з Маґдебурґа, Краків — з Бреслау, а Львів — з Кракова. Грамоти про надання міських прав Хелмна (Кульма) в Королівській Пруссії і Ноймаркта (Шроди-Шльонської) в Сілезії правили за місцеві приклади, на основі яких складали дальші грамоти. Постанови давніших судів, що діяли у великих містах, відомі як нім. urtheils або лат. ortele, правили за прецеденти для судів у малих містах.

### Національний склад міст
Багатонаціональний характер польських міст у минулому — факт, яким часто нехтують. Твердження, мовляв, головні міста Польсько-Литовської держави завжди були переважно польськими, — не менш абсурдні, ніж давніше упередження, згідно з яким їх вважали за суто німецькі. Насправді етнічний склад міського суспільства в Польсько-Литовській державі був украй складним і зазнавав постійних змін. Годі, звичайно, заперечити, що міста Сілезії й Балтійського узбережжя, надто Бреслау, Штетин і Данциґ, мали, починаючи від XIII століття, переважно німецький характер. Проте цікаво з'ясувати, що міста середньовічної Малопольщі теж були здебільшого німецькі своїм характером, натомість міста Великопольщі, що були ближче до Німеччини, були переважно польські. В XIV столітті не тільки нім. "Krakau", а й Бохню, Тарнів, Величку, Сандез, Сандомир, Люблін, Перемишль і навіть Львів заселили німці, натомість Познань і Бидґощ були здебільшого в руках поляків. Зате в XVI столітті, коли Краків швидко повернувся до польської культури, Познань перебувала під великим впливом лютеранської Реформації і ступила перші кроки на шляху знімечення. В 1530-х роках недільні служби в церкві Святої Марії в Кракові правили вранці польською мовою, а пополудні німецькою. Німецька мова була офіційною мовою краківських судів до 1600 року. А тим часом у Вільні представники чотирьох народів — литовці, поляки, русини і німці — по черзі очолювали цехи. У Львові надання міщанських прав лише римо-католикам заохочувало асиміляцію до польської культури. В цьому місті вірменська громада мала десь таку саму автономію, що й євреї. В XVII-XVIII століттях відбулися важливі зміни, бо польська шляхта навмисне прагнула привабити міських поселенців-німців у нові міста, де зароджувалася текстильна промисловість. Задля цієї мети були створені такі міста, як Равич (1638 року), Шліхтинґова і Шамоцин (Пфафендорф). Коли вдатись до найбільшого узагальнення, можна, напевне, сказати, що німецький елемент переважав у містах західних регіонів Речі Посполитої, натомість польський елемент переважав у містах тих східних і південних регіонів, де сільське населення було переважно литовським або руським. Єврейські громади міцно утвердились у містах на всій території Польщі.

### Розвиток і занепад міст у Речі Посполитій
Коли судити за суто зовнішніми ознаками, розвиткові міського життя в Польсько-Литовській державі за часів Люблінської унії були властиві ті самі тенденції, що й у містах Західної Європи. Майбутнє, здається, обіцяло перспективи необмеженого зростання і процвітання. Потік появи нових міст не припинявся. І великі міста, скажімо, Познань і Краків, і такі малі міста, як Тарнів і Казімеж-Дольни, були прикрашені архітектурними дивовижами, сумірними їхнім новим громадянським гордощам. Міське населення досягло безпрецедентного рівня 25 % від загального населення Речі Посполитої, а в межах міських центрів міщан-християн і далі було більше від щораз численнішої громади євреїв. Але вже були помітні й зародки занепаду. 1565 року, всього за чотири роки до Люблінської унії, польський сейм ухвалив закон, який забороняв польським міщанам здійснювати зовнішню торгівлю. В результаті тисячі міщан зреклися громадянства рідних міст, відчайдушно намагаючись зберегти свій бізнес. Відтоді найприбутковіші галузі торгівлі дедалі більшою мірою переходили до рук аґентів шляхти, або іноземців. Ще серйознішим було те, що велике число людей знайшли спосіб обминати норми міського життя, а отже, дискредитували їх. Шляхта нехтувала заборону на проживання в королівських містах і безкарно порушувала міські закони. Її приватні міста уникали мит, ринкових податків і права складування, з яких жили давні міста, а шляхетські iurydyki пропонували захист усім порушникам законів і випадковим імміґрантам, яких намагалися переслідувати міські суди та цехи. Їхній патронат над євреями правив за чисельний стимул, тож міщани-християни у своїх рідних містах утратили чисельну перевагу над євреями. А тим часом матеріальне процвітання маскувало глибокі й задавнені ґанджі.
Руїну міст Польсько-Литовської держави, як і економіки Речі Посполитої взагалі, набагато легше охарактеризувати, ніж пояснити. Почавши від 1648 року, армії напасників ненастанно плюндрували країну, надто під час Шведської війни в 1655—1660 роках і Великої Північної війни 1700—1721 років. Ті кілька міст, які уникли руйнування під час першого нападу, неодмінно ставали жертвами другого. Надто вразливі були містечка, яким бракувало засобів для належної оборони. Lustracje (огляди королівських маєтків), здійснювані після кожної війни, дають нам уявлення про погіршення умов 1661 року. Спустошення середини XVII століття залишили неминущий слід. Із плином часу міста занепадали ще більше. Скоротилася торгівля. Зникло художнє меценатство. Абсолютна кількість міських жителів постійно зменшувалася, а кількість зареєстрованих громадян і вмілих ремісників зменшувалося відносно частки плебсу, бідноти і євреїв. Частка міського населення скоротилася до 15 %. Великі міста стали скидатися на містечка, а містечка поверталися до стану великих сіл, а то й міст-примар. Феномен занепаду міст Центральної і Східної Європи, проте його вияви в Польсько-Литовській державі були незвичайно тяжкі.
Причини занепаду, що їх пропонували історики, численні і різноманітні. Воєнні спустошення вочевидь були важливим чинником, який прискорив занепад, але самі по собі не можуть пояснити нездатності міст відродитися за мирних часів. Зменшення торгівлі теж мало справляти негативний вплив на процвітання міст, але не пояснює, чому так багато міст не спромоглися зберегти свою частку в тій торгівлі, яка ще існувала. Зміцнення меркантилістських держав на кордонах Речі Посполитої, мабуть, створювало, додаткову конкуренцію. Історики фінансів наголошували на знеціненні грошей Речі Посполитої й на пов'язаному з ним стрибку інфляції. Історики суспільства вказували як на причини занепаду міщанського стану то на замкненість стану євреїв, то на самовдоволеність шляхти. Але жодна з запропонованих причин не доходить до суті проблеми. Існували конфлікти між патриціатом і простолюдом, між городянами і плебсом; конфлікти релігійного і національного характеру, між католиками, протестантами, уніатами і православними, між поляками, німцями, русинами і литовцями; існував глибокий поділ між міщанами-християнами і євреями. Ґільдії та цехи були дуже фраґментовані на офіційні, неофіційні й національні сектори. У сфері політики міста були безборонні, — за доби свого процвітання вони не спромоглися здобути належного представництва в сеймі. Вони поступово стали жертвою різних форм експлуатації та утисків.
Спроби реформ мусили чекати аж до другої половини XVIII століття. Тієї пори більшість з 1400 міст Речі Посполитої були невеличкими приватними адміністративними центрами з пересічною кількістю населення 750 чоловік, що жили переважно з сільського господарства. 1764 року з ініціативи сейму була створена низка комісій лат. boni irdinis (доброго порядку), які вивчали тяжке становище окремих міст і рекомендували вдосконалення. Водночас були скасовані центральні органи єврейської автономії, щоб зменшити рівень єврейського сепаратизму й створити єдиний міщанський стан. У наступні десятиріччя сформовано не менше двадцяти двох комісій, що інколи мали важливі наслідки. Якусь коротку мить здавалося, ніби міста Польсько-Литовської держави можна було б відродити до економічного процвітання й політичної незалежності. Відроджувалось інтелектуальне й мистецьке життя; знову почали споруджувати громадські будівлі; сини міщан цілими юрбами пішли до шкіл Комісії народної освіти й почали по-розумному цікавитися своїми правами і своїм майбутнім. Але то був ілюзорний тріумф. Після третього поділу 1795 року міста Польсько-Литовської держави були віддані на ласку держав, що ділили країну й мали власні традиції, які стосувалися належного місця міст у рамках політичного устрою, і ті традиції дуже відрізнялися від традицій Речі Посполитої.

## Військо
Військо Речі Посполитої складалося з посполитого рушення і кварцяного війська. Згідно з принципами тих часів носити зброю (меч) могли люди лише благородного походження або ті, що знаходяться на службі у таких. Тому існували власні, так звані надвірні війська окремих магнатів. Були рекрути («вибранці») з селян.
Важливо звернути увагу, що саме в середині XVI ст. у військах в усьому світі, особливо у Європі починає запроваджуватись ручна вогнепальна зброя. Одними з перших, хто став масово озброювати вогнепальною зброєю свої війська були руські магнати на кордонах Речі Посполитої — Глинські, Вишневецькі і Острозькі. Саме ці війська стали тією основою, на якій зародилося Військо Запорізьке Низове (Запорізька Січ).

### Війни та походи
- Польсько-козацькі війни
- Польсько-російські війни
- Польсько-турецькі війни
- Польсько-шведські війни

За правління Стефана Баторія, Сігізмунда ІІІ, Владислава IV, Яна II Казимира, Яна III Собеського, Августа II Річ Посполита вела безперервні війни проти Московської держави, Османської імперії, Швеції та багатьох інших країн Європи.
З кінця 16 століття у походах польського війська проти турків брали активну участь українські козаки, що іноді мало вирішальне значення для ходу війни (Хотинська війна 1621 року, «Віденська відсіч» 1683 року).
Влітку 1635 року полковник війська Запорозького Костянтин Вовк організував, на запрошення короля Владислава IV, похід 30 чайок на Балтійське море. Балтійська козацька флотилія досі успішно діяла проти шведського флоту і прискорила підписання польсько-шведського перемир'я.
Наслідком численних воєн, що їх вела Річ Посполита, було її ослаблення. В кінці XVI — 2-й половині XVII століття в країні загострилися класові суперечності, набрали масового характеру антифеодальні виступи селян і ремісників. В Україні та Білорусі широко розгорнулася боротьба народних мас за соціальне та національне визволення (селянсько-козацькі повстання під проводом К.Косинського (1591–1593), Т.Федоровича (1630), І.Сулими (1635), К.Скидана (1637), Я.Острянина (1638) та ін.).
Внаслідок Хмельниччини (1648–1654) лівобережжя України вийшло зі складу Речі Посполитої.
Наприкінці XVII ст. і особливо в першій половині XVIII ст. Річ Посполита переживала глибоку внутрішню кризу: занепадала торгівля і ремесло, втрачала силу королівська влада, зміцнювалася влада магнатів, зростала феодальна анархія і безправ'я населення. Спроба молодої польської буржуазії та передових кіл шляхти реформувати державний устрій Речі Посполитої у 2-й половині XVIII ст. зазнала протидії реакційної частини магнатів, яких ззовні підтримували Росія, Пруссія та Габсбурги. Внаслідок трьох поділів (1772, 1793 і 1795) Річ Посполита припинила існування. Правобережну Україну та Білорусь приєднано до Росії, Галичину — до володінь Габсбургів.

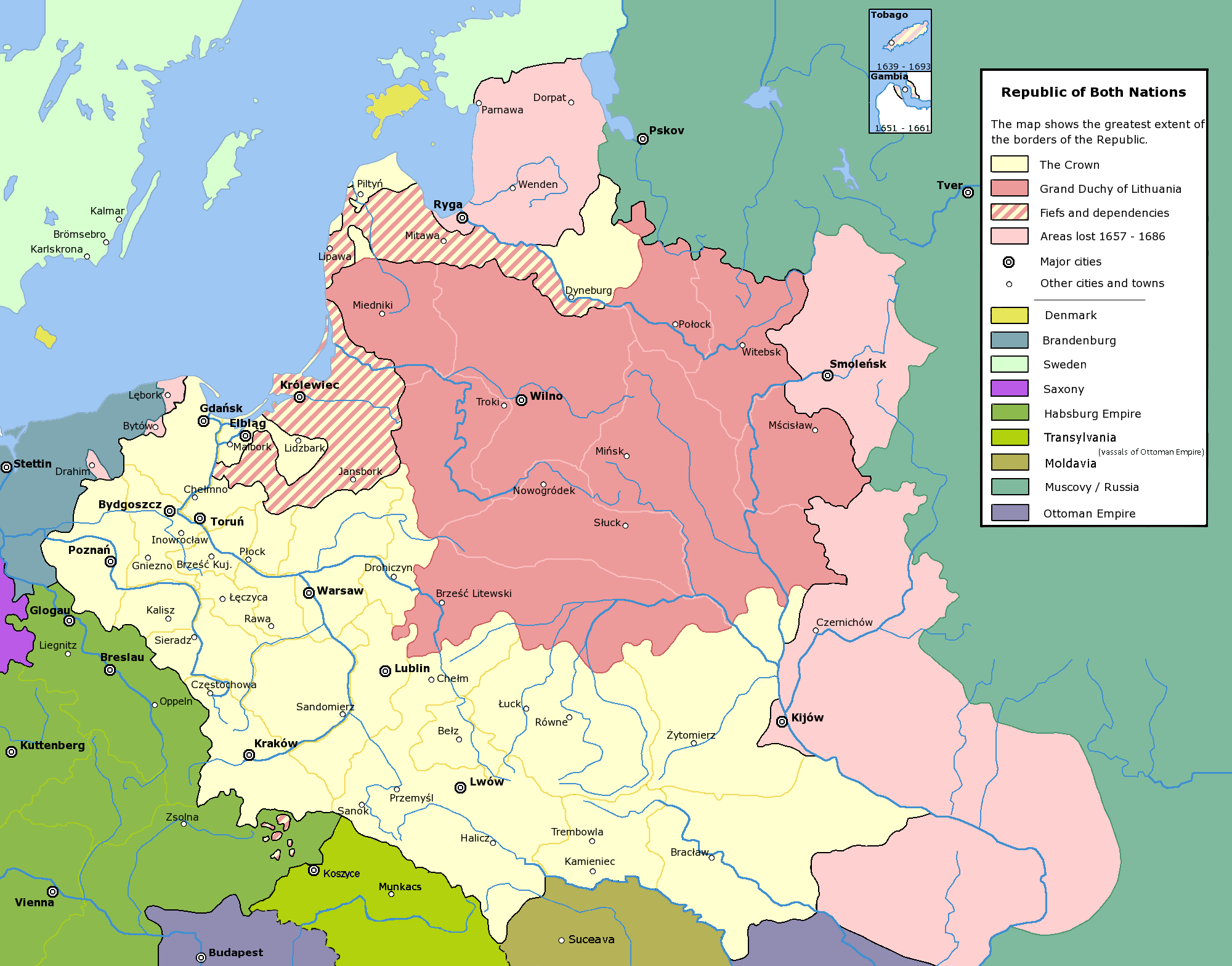
Після визвольної війни українських козаків та шведської окупації (1660)
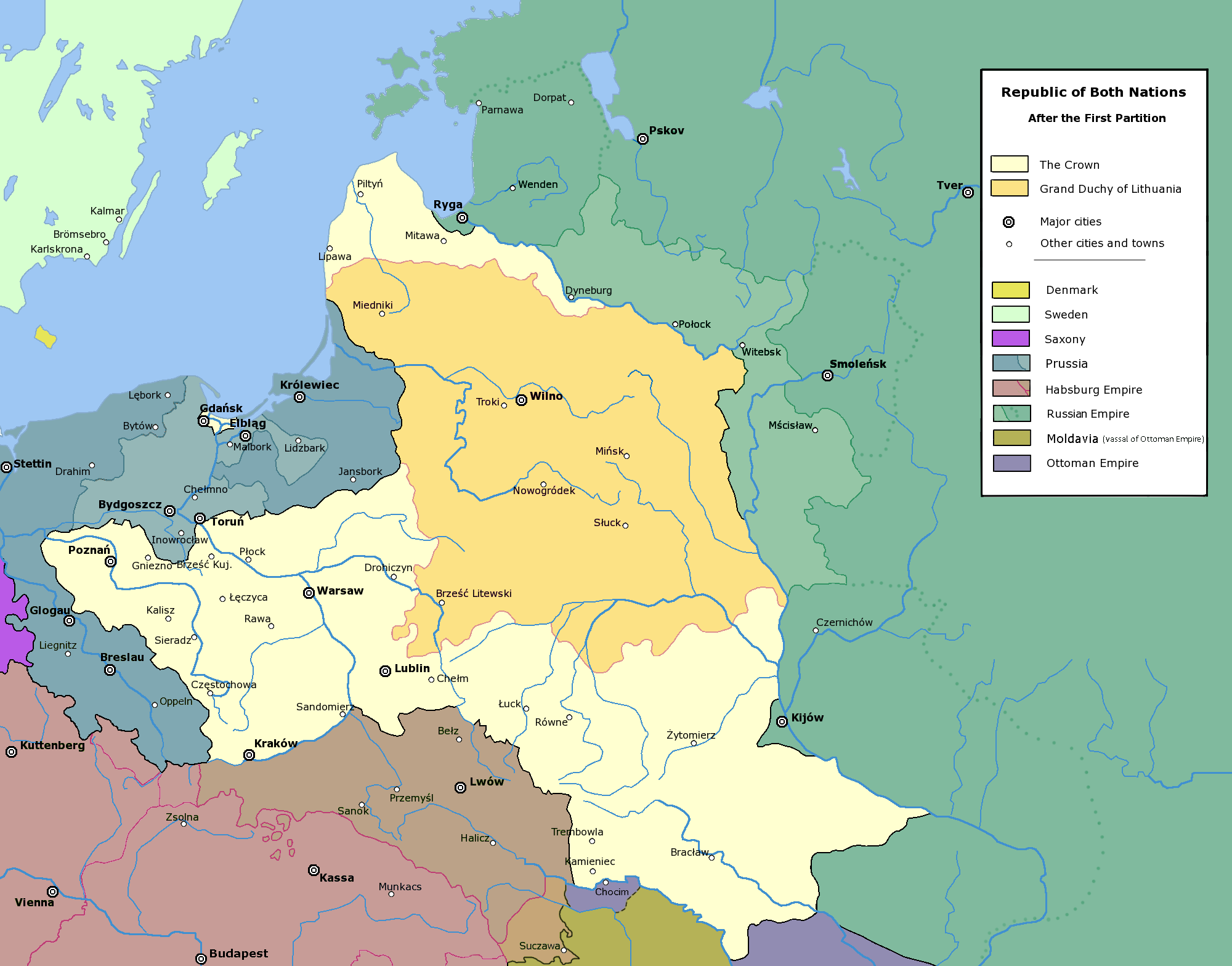
Перший розподіл (1772)
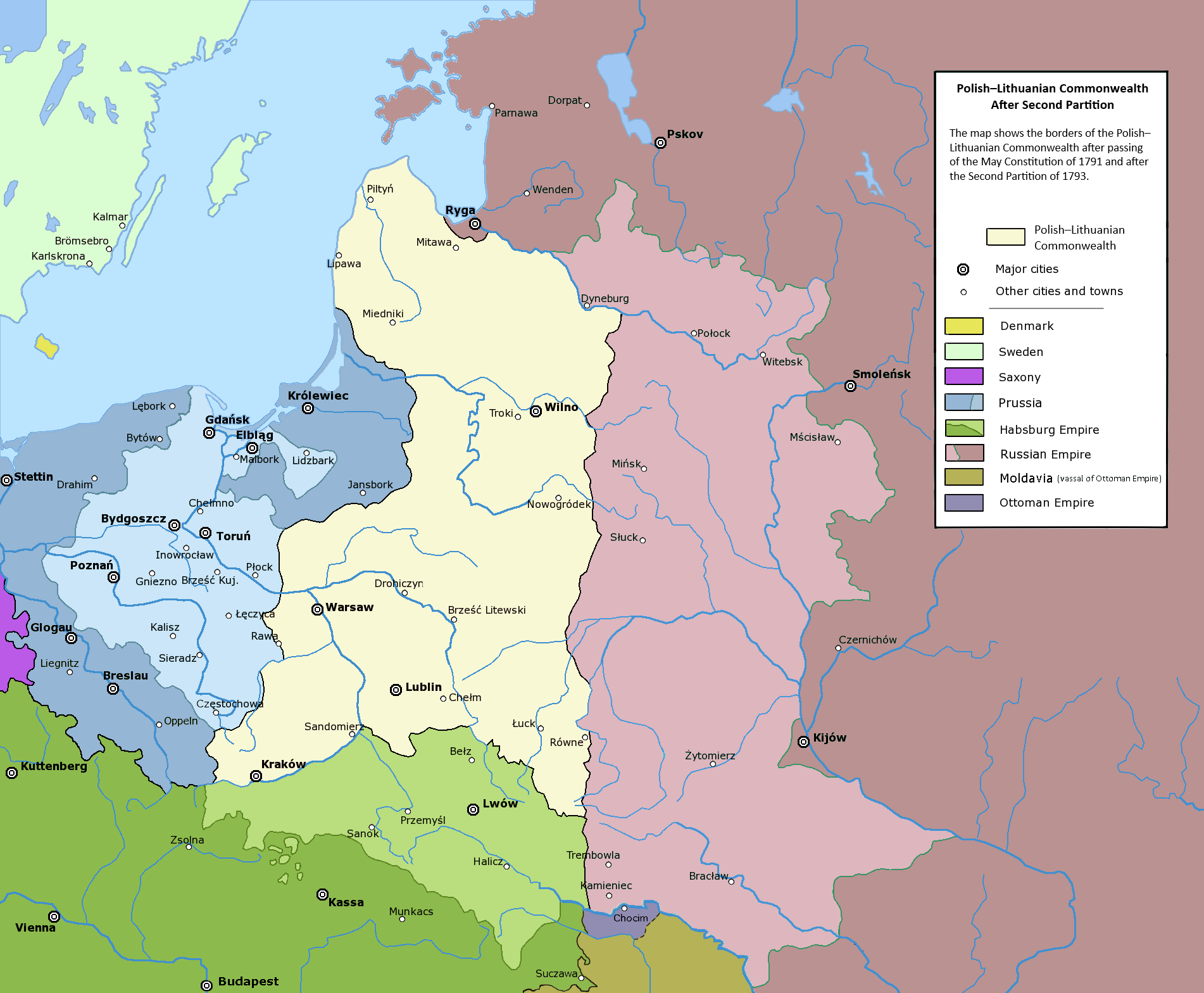
Другий розподіл (1793)
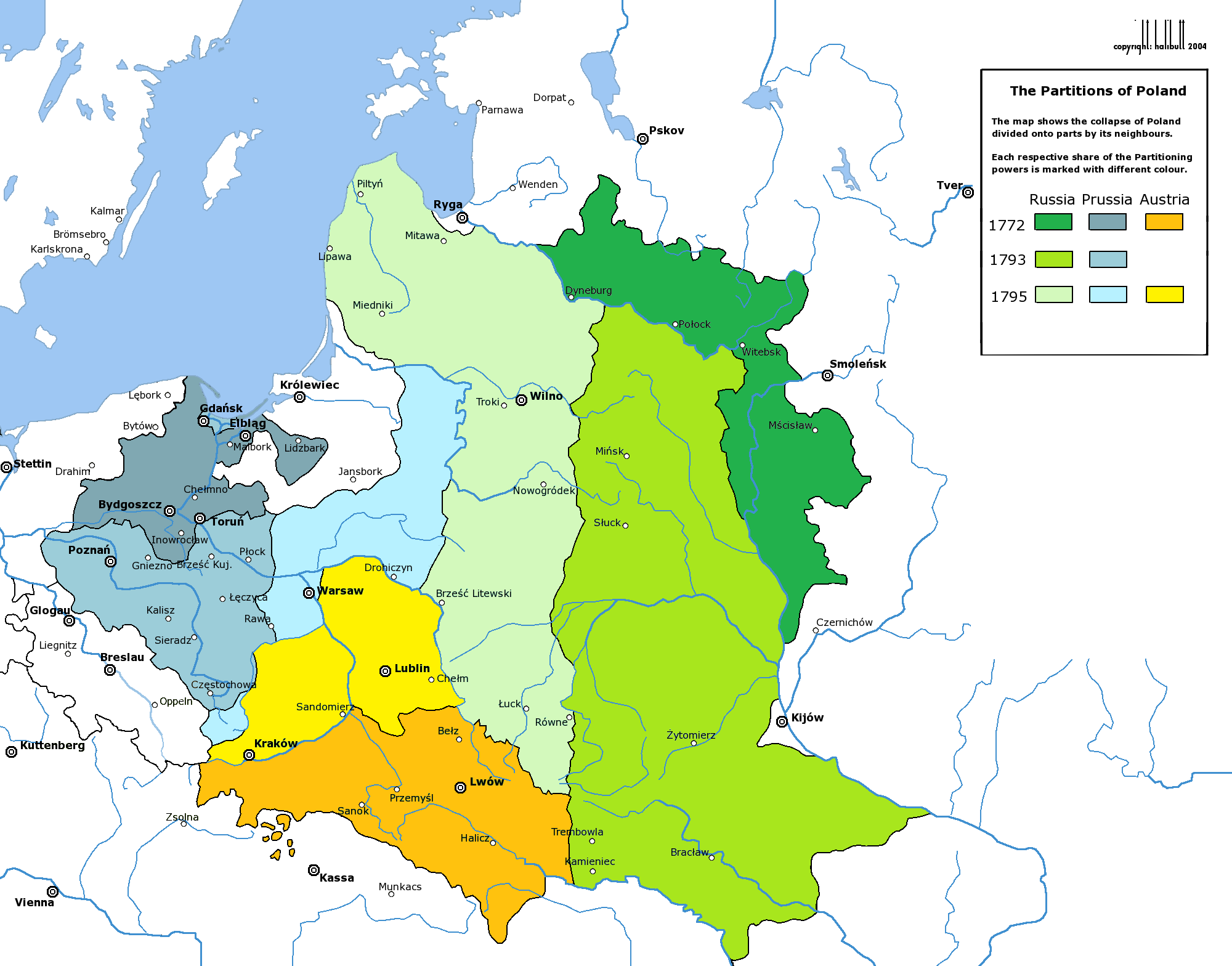
Третій розподіл (1795)
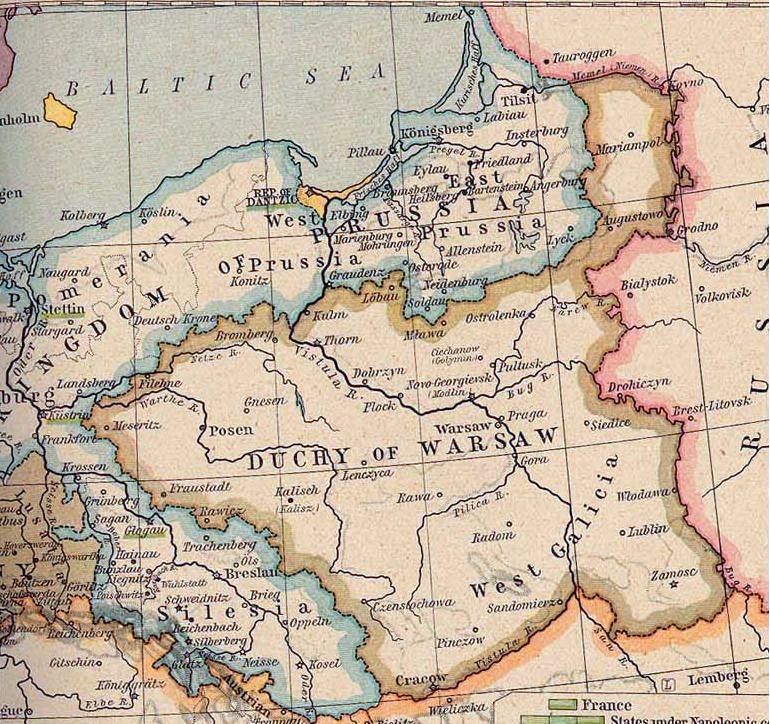
Варшавське князівство, що існувало за Наполеона (1807 —1815)

## Економіка

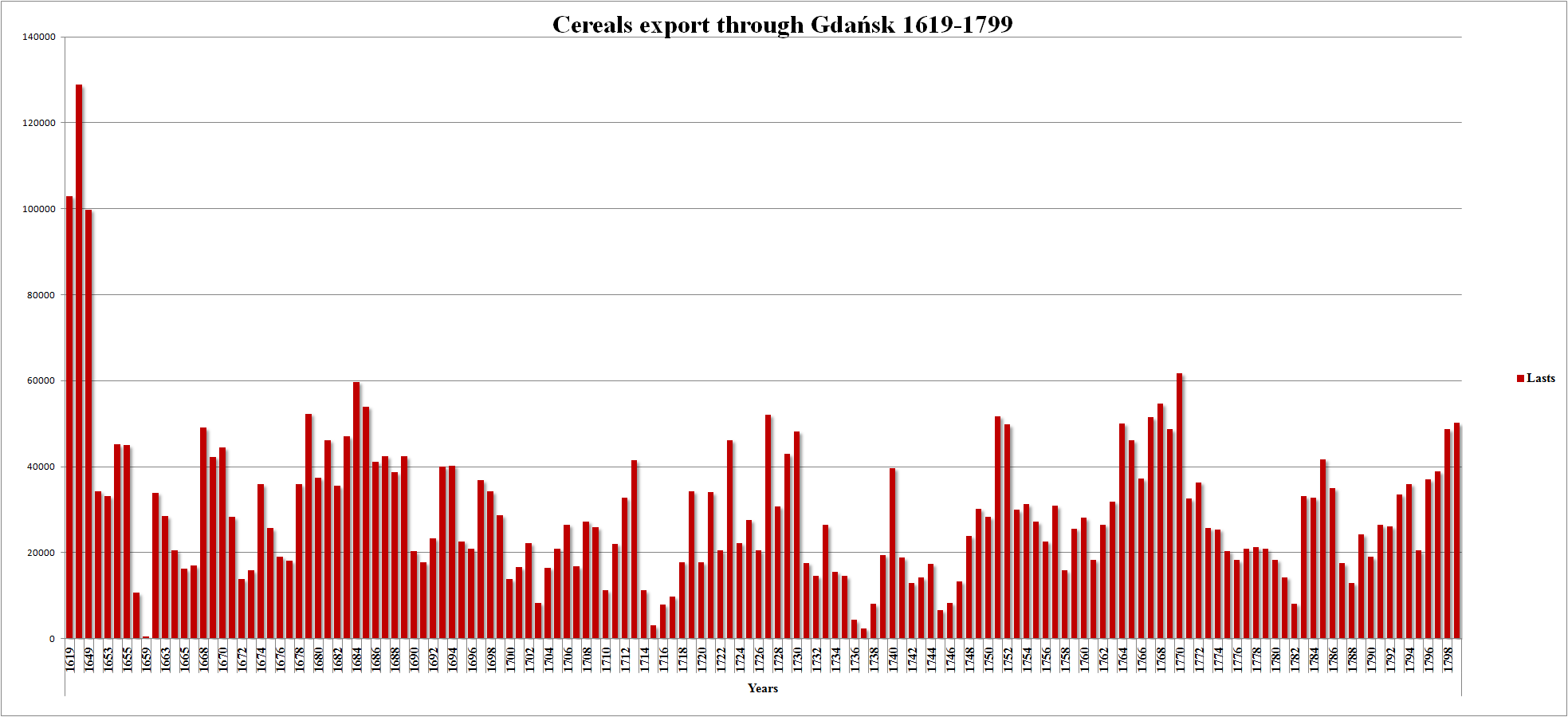
Експорт зернових у 1619–1799 рр. Сільське господарство, колись надзвичайно прибуткове для шляхти, стало набагато менш прибутковим після середини XVII століття.

Економіка Речі Посполитої базувалася переважно на сільськогосподарському виробництві та торгівлі, хоча існувала велика кількість ремісничих майстерень і мануфактур, зокрема паперових, шкіряних, залізоробних, скляних і цегельних цехів. Деякі великі міста були домом для ремісників, ювелірів і годинникарів. У Королівстві Польському було зосереджено більшість промисловості та ремесел; Велике князівство Литовське було більш сільським, а його економіка ґрунтувалася на землеробстві та сукнарстві. Гірництво розвивалося в південно-західному регіоні Польщі, який був багатий на природні ресурси, такі як свинець, вугілля, мідь і сіль. Валютою, яка використовувалася в Польщі та Литві, був злотий (що означає «золотий») та його субодиниця — грош. Іноземні монети у вигляді дукатів, талерів і шилінгів широко приймалися й обмінювалися. Місто Гданськ мало привілей карбувати власну монету. У 1794 році Тадеуш Костюшко почав випуск перших польських банкнот.
Країна відігравала значну роль у постачанні Західної Європи експортом зерна (жито), худоби (воли), хутра, лісу, полотна, конопель, попелу, смоли, кармінової кислоти та бурштину. Зернові культури, велика рогата худоба та хутро становили майже 90% експорту країни на європейські ринки через сухопутну та морську торгівлю в XVI столітті. З Гданська кораблі доставляли вантажі до великих портів Нідерландів, таких як Антверпен і Амстердам. Сухопутні шляхи, здебільшого до німецьких провінцій Священної Римської імперії, таких як міста Лейпциг і Нюрнберг, використовувалися для експорту живої худоби (стада близько 50 000 голів), шкір, солі, тютюну, коноплі та бавовни з обл. Великої Польщі. У свою чергу, Співдружність імпортувала вино, пиво, фрукти, екзотичні спеції, предмети розкоші (наприклад, гобелени,), меблі, тканини, а також промислові вироби, такі як сталь та інструменти.
В аграрному секторі панував феодалізм, заснований на панщині (кріпаки). Рабство було заборонено в Польщі в XV столітті, а в Литві офіційно скасовано в 1588 році. замінено другим закріпленням. Зазвичай шляхетське землеволодіння включало фільварок, велику садибу, на якій працювали кріпаки, щоб виробляти надлишки для внутрішньої та зовнішньої торгівлі. Така економічна система добре працювала для правлячих класів і шляхти в перші роки Речі Посполитої, яка була однією з найуспішніших епох торгівлі зерном. Економічна сила торгівлі зерном у Речі Посполитій зменшилася з кінця XVII століття. Торгівельні відносини були порушені війнами, і Річ Посполита виявилася неспроможною покращити свою транспортну інфраструктуру чи сільськогосподарську практику. Кріпаки в регіоні дедалі частіше відчували спокусу до втечі. Основні спроби Співдружності протистояти цій проблемі та підвищити продуктивність полягали у збільшенні робочого навантаження на кріпаків і подальшому обмеженні їхніх свобод у процесі, відомому як кріпосне право на експорт.
Власник фільварку зазвичай підписував контракт із купцями Гданська, які контролювали 80% цієї внутрішньої торгівлі, про відправлення зерна на північ до цього морського порту на Балтійському морі. Для судноплавства використовувалися численні річки та водні шляхи Речі Посполитої, зокрема Вісла, Пілиця, Буг, Сян, Ніда, Вепр, Німан. Річки мали відносно розвинену інфраструктуру, річкові порти та зерносховища. Більшість річкового судноплавства рухалося на північ, транспортування на південь було менш прибутковим, а баржі та плоти часто продавали в Гданську на пиломатеріали. Гродно стало важливим місцем після створення митного поста в Августові в 1569 році, який став пунктом пропуску для купців, що їхали на землі Корони з Великого князівства.
Міське населення Речі Посполитої порівняно із Західною Європою було низьким. Точні цифри залежать від методики розрахунку. Згідно з одним джерелом, міське населення Речі Посполитої становило близько 20% від загальної кількості в XVII столітті, порівняно з приблизно 50% у Нідерландах та Італії. Інше джерело наводить значно нижчі цифри: 4–8% міського населення в Польщі, 34–39% у Нідерландах та 22–23% в Італії. Заклопотаність Речі Посполитої сільським господарством у поєднанні з привілейованим становищем шляхти порівняно з буржуазією призвели до досить повільного процесу урбанізації, а отже, до досить повільного розвитку промисловості. Шляхта також могла регулювати ціни на зерно для своєї вигоди, набуваючи таким чином багато багатства. У Любліні проходили одні з найбільших у Речі Посполитій ярмарків.
Кілька стародавніх торговельних шляхів, наприклад Бурштиновий шлях поширювався на території Польщі-Литви, яка була розташована в серці Європи і приваблювала іноземних купців або поселенців. Незліченні товари та культурні артефакти продовжували переходити з одного регіону в інший через Співдружність, особливо тому, що країна була сполучною ланкою між Близьким Сходом, Османською імперією та Західною Європою. Наприклад, ісфаганські килими, імпортовані з Персії до Речі Посполитої, були неправильно відомі як «польські килими» (фр. Polonaise) у Західній Європі.

## Культура
- Сарматизм

## У художній культурі
Опис тих часів можна знайти у творах багатьох письменників. Серед найвідоміших — українські Зінаїда Тулуб («Людолови»), Михайло Старицький («Богдан Хмельницький»), польські Генрик Сенкевич («Вогнем і мечем», «Пан Володийовський» та ін.).